# Guerra afgano-soviètica
|  | Aquest article tracta sobre la invasió soviètica de 1979. Si cerqueu invasió americana de 2001, vegeu «Guerra de l'Afganistan (2001)». |

La guerra afgano-soviètica o invasió soviètica de l'Afganistan va ser el conflicte bèl·lic esdevingut a l'Afganistan entre 1979 i 1989.

## Antecedents

### Caiguda de la monarquia
Les relacions entre l'Afganistan i la Unió Soviètica comencen el 1919 amb el govern del rei Amānullāh Khān va ser el primer govern a reconèixer el govern bolxevic establert a Moscou després dels esdeveniments de la revolució d'octubre, rebent a canvi el seu suport i el suport durant la tercera guerra anglo-afganesa, que va resultar en l'alliberament definitiu de l'Afganistan de la influència colonial britànica. Les relacions entre els dos països es van reforçar i el 1921 es va signar un tractat d'amistat en virtut del qual, a canvi de subministraments militars, el govern de Kabul negaria la suport als rebels islàmics Basmatxi actius a les regions de l'Àsia central sota dominació soviètica. La caiguda d'Amānullāh i l'arribada de Mohammed Zahir Shah el 1933 van refredar la coordialitat entre ambdós països, tot i que les relacions diplomàtiques i comercials van continuar sent excel·lents: el 1953 el nou primer ministre Mohammed Dawud Khan va decidir deixar la tradicional línia de neutralitat seguida fins aleshores per l'Afganistan i, després de buscar el suport dels Estats Units sense trobar-lo, va impulsar relacions més estretes amb l'URSS amb la qual va signar un tractat d'amistat i suport el 1956. Els programes de modernització duts a terme de Zahir i Daud durant la dècada de 1950 van gaudir d'un ampli finançament de Moscou, que va assumir la construcció de carreteres, infraestructures i aeroports, així com la formació i l'equipament de l'Armada Reial Afganesa, per un total de gairebé dos mil milions i mig de dòlars entre ajuda militar i civil.
Daud va establir un govern autoritari i personalista sobre l'Afganistan, a més d'exacerbar les tensions amb el veí Pakistan per la definició de la llarga frontera terrestre entre els dos països, establerta durant el període de dominació britànica al llarg de la disputada línia Durand, on l'Afganistan es quedava sense sortida al mar i dependria dels ports pakistanesos per al comerç. L'Afganistan es va enfrontar a una greu crisi econòmica a causa de les seves disputes amb Islamabad, tant que el 1963 Zahir va decidir expulsar Daud del poder i adoptar un paper més actiu al capdavant del país: el 1964 una nova constitució va portar l'Afganistan a un règim de monarquia constitucional, introduint eleccions lliures per sufragi universal i afavorint l'emancipació de les dones.
Gràcies al nou règim constitucional, el 1965 es va fundar el Partit Democràtic Popular de l'Afganistan (PDPA), d’inspiració marxista-leninista i estructurat segons el model del Partit Comunista de la Unió Soviètica. Tan sols un any després del seu naixement, però, el PDPA es va dividir en dues formacions autònomes, d'ideologia idèntica però discordants sobre el mètode d'acció a seguir: Parcham (Bandera), dirigit per Babrak Karmal, amb l'objectiu de liderar una reforma gradual de la societat semi-feudal afganesa en col·laboració amb el rei, mentre que la facció Khalq (Poble), dirigida per la secretària del partit Nur Mohammad Taraki i la seva mà dreta Hafizullah Amin, més intransigent i maximalista i antimonàrquica.
El 17 de juliol de 1973, aprofitant l'absència de Zahir al país, Daud va dur a terme un cop d'estat sense sang a Kabul, prenent el poder amb el suport dels militars i ambdues ales del PDPA: la Constitució de 1964 va ser abolida i es va fundar la República Democràtica Afganesa, amb el mateix Daud que reunia els càrrecs de cap d’estat i de govern. Tanmateix, les iniciatives polítiques del nou president van resultar infructuoses, aviat el van allunyar de tot el suport que havia gaudit: en la política exterior, Daud va intentar tornar l'Afganistan al camp dels països no alineats, mantenint una equidistància dels dos blocs. També en l’intent de disminuir la influència soviètica sobre la nació, generalitzada tot i que discreta, que inevitablement va costar a Daud el suport del PDPA, que buscava relacions encara més estretes amb Moscou. En la política interna, els programes de modernització duts a terme sota el regnat de Zahir es van dur a terme, encara que amb una més moderació i atenció a les tradicions, però fins i tot d'aquesta manera, les polítiques governamentals van trobar una forta oposició en la societat afganesa encara estructurada segons la lògica tribal a les zones rurals.
Sota aquest darrer aspecte, les primeres formes d’oposició armada al govern afganès van començar a madurar, trobant ràpidament suport del Pakistan: el govern del primer ministre Zulfiqar Ali Bhutto estava profundament preocupat per la intenció de Daud d’unir les poblacions paixtus a les dues bandes de la frontera en un sol estat (l'anomenat Paixtunistan). En aquest context, doncs, el 1974 agents pakistanesos d'Intel·ligència Inter Serveis (ISI) van aconseguir evacuar a Peshawar dos importants els líders del moviment islàmic de l'Afganistan, Burhanuddin Rabbani i Gulbuddin Hekmatyar, mentre al mateix temps s'organitzaven camps d'entrenament per als rebels afganesos a través de la frontera.
El juny de 1975, els membres del partit islàmic Jamiat-e-Islami va llançar un primer intent d'insurrecció a la vall de Panjshir, però l'acció va ser fàcilment sufocada per les tropes governamentals. El suport pakistanès als moviments islàmics va experimentar un període d'estancament a partir del 1977, quan Bhutto va ser expulsat del poder després d'un cop militar dirigit pel general Muhammad Zia-ul-Haq.

### República
A principis de 1978, la impopularitat de Daud va assolir nivells crítics, just després de l'assassinat el 17 d'abril d'un membre important del PDPA, Mir Akbar Khyber. El 27 d'abril de 1978 el Partit Comunista Afganès va promoure un sagnant cop d'estat contra Daud (conegut com a "revolució de Saur" o "revolució d'abril"), que va tenir el suport d'oficials de les forces armades, majoritàriament formats a la Unió Soviètica: el palau presidencial de Kabul va ser assaltat i Daud i diversos de la seva família membres assassinats. El PDPA va proclamar llavors el naixement de la "República Democràtica de l'Afganistan" (RDA)i les seves faccions van compartir el poder, amb Taraki com a president, Karmal com a viceprimer ministre i Amin com a ministre d'Afers Exteriors.
El nou govern va dur a terme els programes de modernització socioeconòmica amb més determinació, abandonant tota precaució i seguint un enfocament socialista: les grans propietats van ser confiscades i redistribuïdes a famílies camperoles pobres, els bancs es van nacionalitzar i es va intentar limitar els preus. En l'àmbit social, es van dur a terme programes d'alfabetització, es van intentar erradicar la pràctica dels matrimonis concertats i la imposició del burca, buscant reafirmar l'emancipació de les dones, se'ls va donar dret a vot a les dones i animant-les a participar activament en la vida política. Després de la signatura d’un nou tractat d’amistat entre les dues nacions el desembre de 1978, els soviètics van ser convidats a col·laborar en programes governamentals afganesos, construint carreteres i infraestructures i llançant projectes d’exploració dels recursos minerals al país.
Tot i que va ser acollida per gairebé tota la població urbana, les polítiques iniciades pel PDPA van ser traumàtiques per als habitants de les zones rurals, la majoria del país. La naturalesa mateixa de les reformes, contràriament als principis tradicionals i religiosos afganesos, i la velocitat amb què es van introduir va generar hostilitat generalitzada cap al govern de Kabul. Les idees del marxisme-leninisme es van imposar en una població predominantment rural i analfabeta, absolutament fidel als preceptes islàmics. D'altra banda, el lideratge del PDPA es va mostrar intransigent a l'hora de dur a terme els seus programes i es va oposar a qualsevol tipus de crítica, que va ser reprimida sistemàticament mitjançant onades de detencions i execucions. La repressió duta a terme pel govern de Kabul va provocar un ressorgiment de l'oposició: mentre que des del Pakistan, els mul·làs i els líders islàmics a l'exili demanaven la gihad contra la RDA. A partir de finals de 1978 a les zones muntanyenques de Afganistan, les primeres bandes de guerrilles islamistes van començar a fer incursions a territori afganès. Aviat es van canviar el nom a mujahidins ("combatents de la gihad").
La rebel·lió també es va estendre a les forces armades, cada vegada més afectades per desercions i defeccions: el 21 de març de 1979 tota la 17a Divisió d’Infanteria es va amotinar sota la direcció del capità Ismail Khan, prenent possessió de la ciutat d'Herat, on es va necessitar intensos bombardejos aeris abans que les unitats governamentals poguessin recuperar la ciutat i suprimir la insurrecció, deixant entre 3.000 i 5.000 morts, inclosos un centenar de ciutadans soviètics (assessors militars amb les seves famílies), assassinats i mutilats pels insurgents. A mitjans 1979, 25 de les 28 províncies de l'Afganistan estaven en oberta revolta contra el govern.

## Forces participants

### Forces armades afganeses

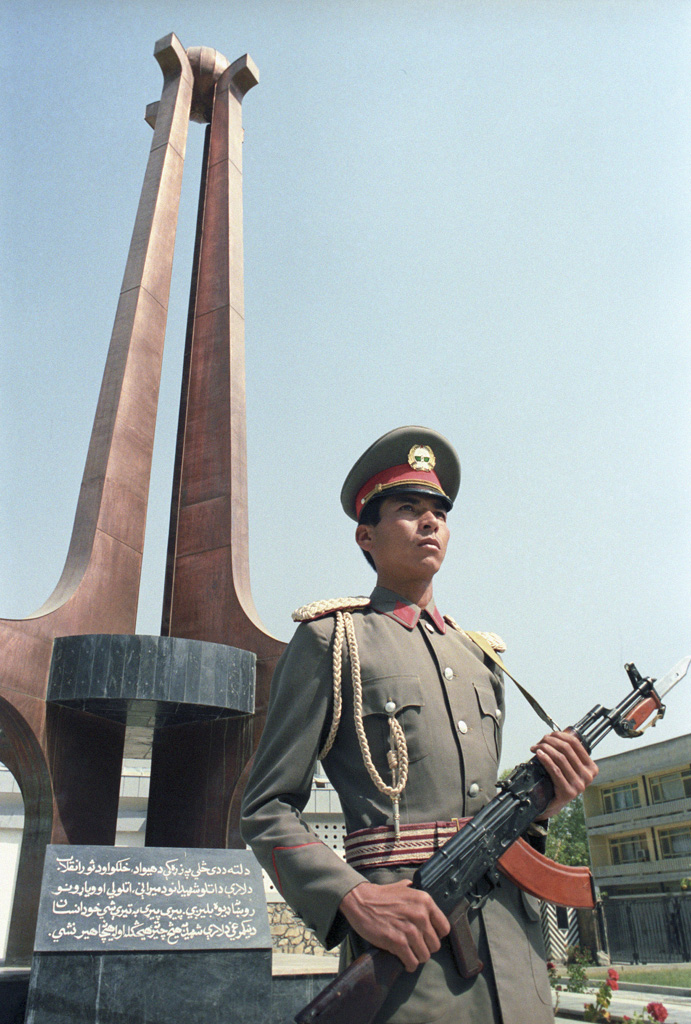
Soldat afganès vestit com a Guàrdia d'Honor.

En els plans soviètics, les forces armades de l'Afganistan tenien un paper central, ja que se'ls havia d'assignar el major pes dels combats, minimitzant la seva participació (i, en conseqüència, les pèrdues). Des del principi, però, va resultar molt difícil a causa de les contínues desercions que van patir les forces armades afganeses, sobretot les desercions dels lleials a Amin, inclosos molts oficials de l'exèrcit, que va provocar problemes disciplinaris i de cohesió dins les tropes afganeses.
Només l'exèrcit afganès, que el 1978 comptava amb una força de 110.000 homes, es va esfondrar fins a uns 20.000 a finals de 1980 a causa de les desercions. Per tal d'evitar-se es van utilitzar diversos expedients disciplinaris, com el reclutament forçós (talashi) d’homes dels pobles, però fins i tot d’aquesta manera la força mitjana de l'exèrcit no es va poder augmentar a més 35.000 homes el 1986. Les unitats afganeses fins llavors solien només utilitzar la defensa estàtica i escoltar combois, mentre que quan estaven involucrades en grans operacions eren carn de canó davant de les unitats soviètiques. L'exèrcit afganès també incloïa tres brigades i un nombre variable de batallons de comandaments independents: formats amb els millors homes i els més fiables políticament, les unitats de comandament eren considerades les tropes afganeses més fiables i, per tant, s'utilitzaven gairebé constantment com a força de reacció ràpida, al costat de les unitats d'elit soviètica.
Donada la poca fiabilitat de gran part de l'exèrcit, els soviètics van promoure la constitució d'un gran nombre d'unitats armades afganeses sota diferents autoritats. El ministeri de l’Interior afganès, controlat per l’ala Khalq del PDPA, comptava amb uns 70.000 homes dividits entre la policia urbana i la gendarmeria rural (sarnadoy), mentre que el ministeri de les tribus i fronteres controlava les unitats de la Guàrdia Fronterera i una sèrie de milícies tribals, sovint formades per mujahidins que passaven al bàndol comunista, fortament controlat pel KGB soviètic; la policia secreta de la RDA (Khidamat-i Ettila'at-i Dawlati, KHAD) era un servei totalment independent, amb tendències Parcham, per contrarestar la policia Khalq, composta tant per agents com per informants i unitats paramilitars adscrites a les formacions de l'exèrcit, amb un total d'uns 80.000 homes. També hi havia formacions més petites, com ara els grups armats de membres del PDPA, les unitats juvenils de Khalq i Parcham i autèntics exèrcits provincials independents, com la milícia de 20.000 homes organitzada per l'exdirigent sindical Abdul Rashid Dostum a les zones del nord habitada per uzbeks.
La Força Aèria Afganesa tenia una força considerable, amb deu esquadrons d’avions d’ala fixa de deu a dotze avions cadascun (set caces amb avions MiG-17 i MiG-21, tres bombarders de combat amb Su-7 i Su-17) i sis esquadrons d'helicòpters de dotze a setze avions cadascun. Per por de desercions, els soviètics mantenien les unitats aèries afganeses sota un control estricte: l'avió incloïa almenys un membre de la tripulació soviètica i l'avió soviètic acompanyava les formacions afganeses.

### Exèrcit Roig

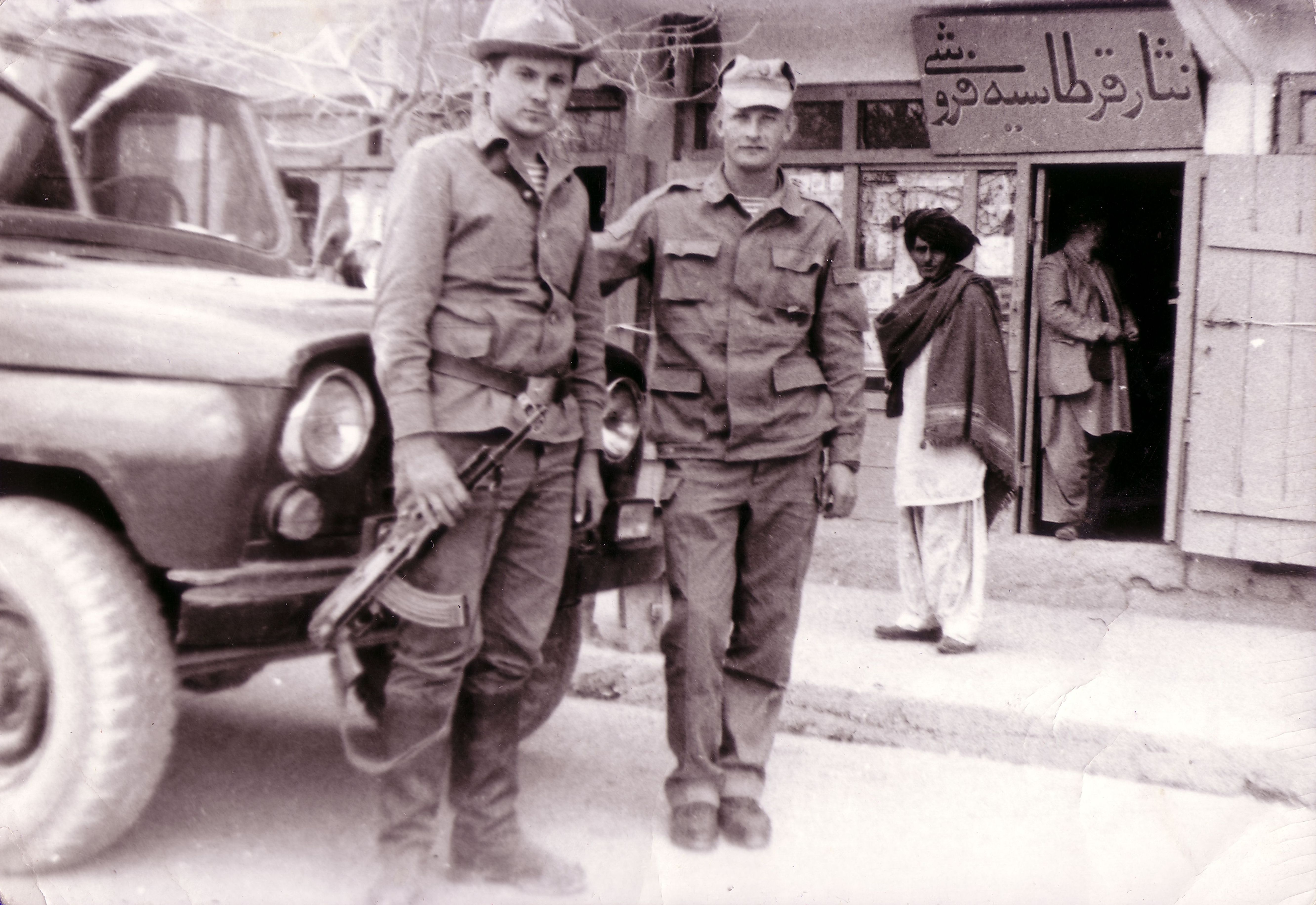
Soldats soviètics a l'Afganistan.

Donada la desintegració a la qual s'enfrontaven les forces afganeses, els soviètics es van veure obligats progressivament a ampliar la seva participació directa en els combats i, en conseqüència, el nombre de les seves tropes: si el 40è exèrcit, propagandísticament, va canviar el nom de "Contingent limitat a l'Afganistan", el conflicte amb 52.000 homes, l'any 1980 es va veure obligat a augmentar a 81.000 amb l'arribada d'una tercera divisió motoritzada i d'altres unitats més petites, assolint el seu apogeu el 1985 amb un entre 115.000 i 130.000 militars dividits entre tres divisions motoritzades (la 5a, la 108a i la 201a), una aerotransportada (la 103a, que va substituir la 105a durant la invasió), cinc brigades (la 66a i la 70a motoritzades, la 56a aerotransportada i la 15a i 22a de les Brigades Spetsnaz) i quatre regiments recolzats per aproximadament 6.000 tancs i vehicles d’infanteria blindats.
Inicialment, la major part de les tropes (a excepció de les unitats aerotransportades i Spetsnaz, formades per soldats professionals) estava formada per reservistes de les repúbliques de l'Àsia central, ja que s'esperava que la població local acceptés millor la presència de correligionaris. Sovint poc entrenats i poc motivats, aquestes unitats es van mostrar reticents a lluitar contra altres musulmans i, a mitjans dels anys vuitanta, van ser substituïts en gran part per reclutes de tota l'URSS. Durant la guerra, es van reclutar arreu a tot el país, de mitjana un any de servei per als soldats i dos per als oficials i suboficials, massa poc per proporcionar una formació adequada per fer front a la nova realitat de combat afganesa.
Dels 620.000 soldats soviètics que es van alternar a l'Afganistan durant tot el conflicte, la majoria (525.000) provenia de les files de l'exèrcit, però altres serveis armats de l'URSS també van aportar la seva contribució: els guàrdies fronterers soviètics, posats directament sota control de la KGB (un total de 90.000 homes), que proporcionava contingents per a la repressió dels grups mujahidins al llarg de la frontera entre els dos països, així com per frustrar incursions transfrontereres ocasionals als territoris de la pròpia URSS. El Ministeri de l'Interior soviètic va desplegar 5.000 homes propis a l'Afganistan, tant oficials de policia com tropes de la Vnutrenniye voiska (Exèrcit de l'Interior), una força militaritzada controlada pel mateix ministeri; a més, altres 21.000 civils soviètics van servir al país sota diversos ministeris o departaments.
En les primeres etapes del conflicte a l'Afganistan també hi havia assessors d'altres països del bloc comunista: un centenar de cubans, tant militars com civils, van servir al país fins a la seva retirada el 1984-85. També un centenar de funcionaris de les forces de la Policia alemanya oriental i petits contingents de tropes de combat de Síria, Vietnam i Etiòpia, inserits a les unitats soviètiques.
La força aèria soviètica va proporcionar suport massiu al 40è exèrcit: el 1985 hi havia deu esquadrons de caces i bombarders de dotze a quinze vehicles cadascun desplegats a les bases afganeses, amb un nombre igual que operava des del territori soviètic. L'avió més popular va ser inicialment el MiG-21, però més tard va ser substituït pels caces MiG-23 i MiG-27 i els caces Su-17 i Su-25 i els bombarders tàctics Su-24 i Tu-16 també van operar a l'Afganistan. Amb la continuació del conflicte, el paper dels helicòpters va ser cada vegada més important: set regiments de 30-50 helicòpters es van desplegar a l'Afganistan, juntament amb helicòpters de transport de tropes pertanyien majoritàriament a la sèrie Mi-8, amb els grans Mi-6 i Mi-26 per al transport pesat, mentre que en el paper d'atac operaven principalment el Mi-24, molt temuts per la guerrilla afganesa.
A més, existien rareses com grups guerrilles com Flama Eterna, tadjik i pro-xinès, i fins i tot el maoista Sete-i-Meli (Contra l'opressió nacional), també tadjik.

### Mujahidins

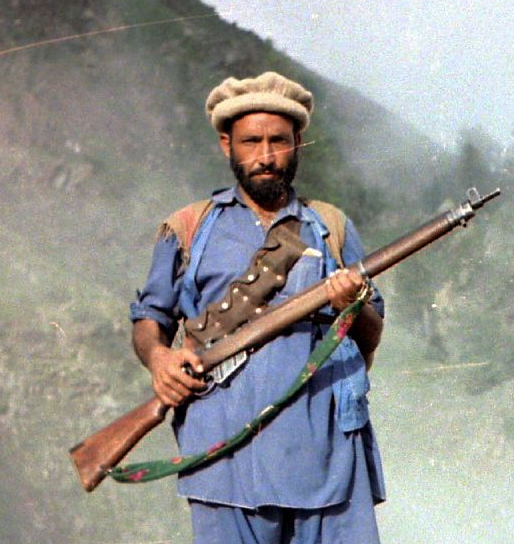
Combatent mujahidi

La invasió va actuar com a catalitzador dels moviments d'oposició islamistes al govern de Kabul: si fins aleshores el conflicte havia estat una qüestió interna per al poble afganès, la presència de soldats soviètics la va transformar en una guerra d'alliberament de l'ocupant estranger, que va portar a molts nacionalistes moderats al costat dels mujahidins. No obstant això, els guerrillers mai no van estar del tot units, perquè no tenien una mateixa línia política ni militar. Si bé estaven d’acord sobre l’objectiu final de fer fora els soviètics i derrocar el règim de Karmal, els diversos grups de mujahidins tenien diverses ideologies polítiques i religioses.
Després de la revolució Saur, els principals elements de l'oposició al govern comunista de Kabul van fugir al Pakistan. L'any 1981 es va intentar crear una organització paraigües amb seu a Peshawar, sota el nom Ettehad-i Islami Mujahidden-i Afghanistan ("Unitat Islàmica dels Afganesos Mujahideen" o IUAM), però només un any després es va dividir en dos grups principals (al seu torn dividits en diverses faccions), una amb idees fonamentalistes i una més moderada. El 1985 els dos grups van experimentar un nou procés de desintegració del qual van sorgir set formacions, associades almenys formalment a un comitè anomenat "Peshawar 7":
- Hezb-i Islami Gulbuddin ("Partit Islàmic de Gulbuddin" o HIG): dirigit per Gulbuddin Hekmatyar, va ser un dels primers partits hostilis al govern i, per tant, va gaudir de nombrosos partidaris, principalment a les zones paixtus i tadjiks. Estès a gairebé tot el país i amb idees fortament fonamentalistes, tenia com a objectiu final establir un estat islàmic a l'Afganistan. Va comptar amb un fort suport del Pakistan i del món àrab.
- Jamiat-i Islami ("Societat Islàmica" o JIA): dirigit per Burhanuddin Rabbani, havia estat un dels primers partits islàmics a l'Afganistan i havia estat durant molt temps la principal oposició al govern. Era minoritari entre el poble paixtu, però, va reunir molts seguidors tadjiks, uzbeks i turcomans, sent així més forts a les zones nord i oest del país. El famós comandant Ahmad Shah Massoud n'era un membre destacat. Ideològicament es va orientar cap a posicions fonamentalistes moderades, antimonàrquiques, però no antioccidentals, mantenint així bones relacions amb els Estats Units.
- Hezb-i Islami Khalis ("Partit Islàmic de Khalis" o HIK): branca del HIH, va ser dirigida per un grup de mul·las i ʿulamāʾ entre els quals es trobava Mohammad Yunus Khalis, líder formal del moviment. Fort entre els paixtus, tenia punts de vista fonamentalistes i pretenia establir un règim teocràtic al país.
- Ettehad-i Islami ("Unió Islàmica" o IUA): dirigit per Abd al-Rasul Sayyaf, era fonamentalista i mantenia relacions amb grups wahabites dels Germans Musulmans. Va atreure diversos seguidors entre el poble paixtú, però el seu lideratge mai va ser fort, esdevenint un moviment minoritari.
- Jehb-i Nejad-i Melli Afganistan ("Front d'Alliberament Nacional de l'Afganistan" o ANLF): dirigit per Sibghatullah Mojaddedi, era un moviment a petita escala que incloïa intel·lectuals, estadistes i oficials de l'anterior règim, per la qual cosa va resultar molt influent. Tot i que predicava respecte per la xaria, estava orientada cap a posicions tradicionalistes en comptes de fonamentalistes, i als seus nivells més baixos també hi havia diversos partidaris del rei Zahir. Va estar principalment actiu a les zones frontereres orientals paixtús.
- Mahaz-i Melli Islami ("Front Islàmic Nacional per a l'Afganistan" o NIFA): dirigit pel líder religiós Ahmed Gailani, es va estructurar més com una mena de secta que com un partit polític tradicional, reunint molts partidaris paixtus a la zona de Kandahar i les zones frontereres orientals. Era un grup monàrquic, nacionalista i amb una propensió prooccidental, anticomunista i no fonamentalista.
- Harakat-i Inqilab-i Islami ("Moviment Revolucionari Islàmic" o IRMA): fundat per Mohammed Nabi Mohammedi, comptava entre les seves files amb molts mul·làs locals que garantien així un gran nombre de seguidors i una forta presència al territori, especialment a les zones paixtús del sud i de l'est i entre els uzbeks del nord. Ideològicament barrejava tradicionalisme i fonamentalisme.

Els xiïtes Hazara de les regions centrals van ser exclosos dels partits Peshawar 7, tots d'origen sunnita i, per tant, van formar dos grups propis: 
- Shura-i Inqilabi ("Consell Revolucionari"), que sota la direcció de Sayid Ahmed Beheshti va aconseguir imposar un govern a l'ombra sobre la regió, contrari al finançament iranià.
- Sazmar-i Nasr ("Organització de la Victòria") era la principal organització finançada per l'Iran.

Els diversos grups mujahidins que treballaven al terreny estaven afiliats a un dels principals partits, a través dels "Comitès Islàmics" situats als pobles i encarregats de mantenir relacions amb les organitzacions de la frontera, però sovint només era una manera d'obtenir armes i fons amb els quals lluitar contra els soviètics. Els guerrillers eren generalment agricultors o artesans, arrelats a la seva terra natal i disposats a lluitar únicament pels interessos de la seva família o grup tribal, mentre que els comandants eren escollits segons la seva trajectòria social o la seva posició al clan, i es guanyaven l'obediència dels seus homes únicament amb el seu carisma i poder persuasiu. Només a la segona meitat de 1984 es van formar unitats més organitzades anomenades "regiments islàmics" composts pels homes més joves amb una certa formació militar que se'ls proporcionava als camps pakistanesos i iranians. es van organitzar altres grups més petits per operar a les zones urbanes, tant per a activitats de reconeixement com per a realitzar atacs contra les estructures de govern.
El maig de 1985 les set guerrilles rebels principals formaren una aliança i a partir de 1986 reberen dels Estats Units míssils "Stinger" antiaeris que van trencar l'equilibri de la guerra a favor seu. El 1988 els països contendents van signar els acords de Ginebra preludi d'una retirada total soviètica decretada pel president Mikhaïl Gorbatxov el 15 de febrer de 1989.

### Implicació internacional

#### Estats Units

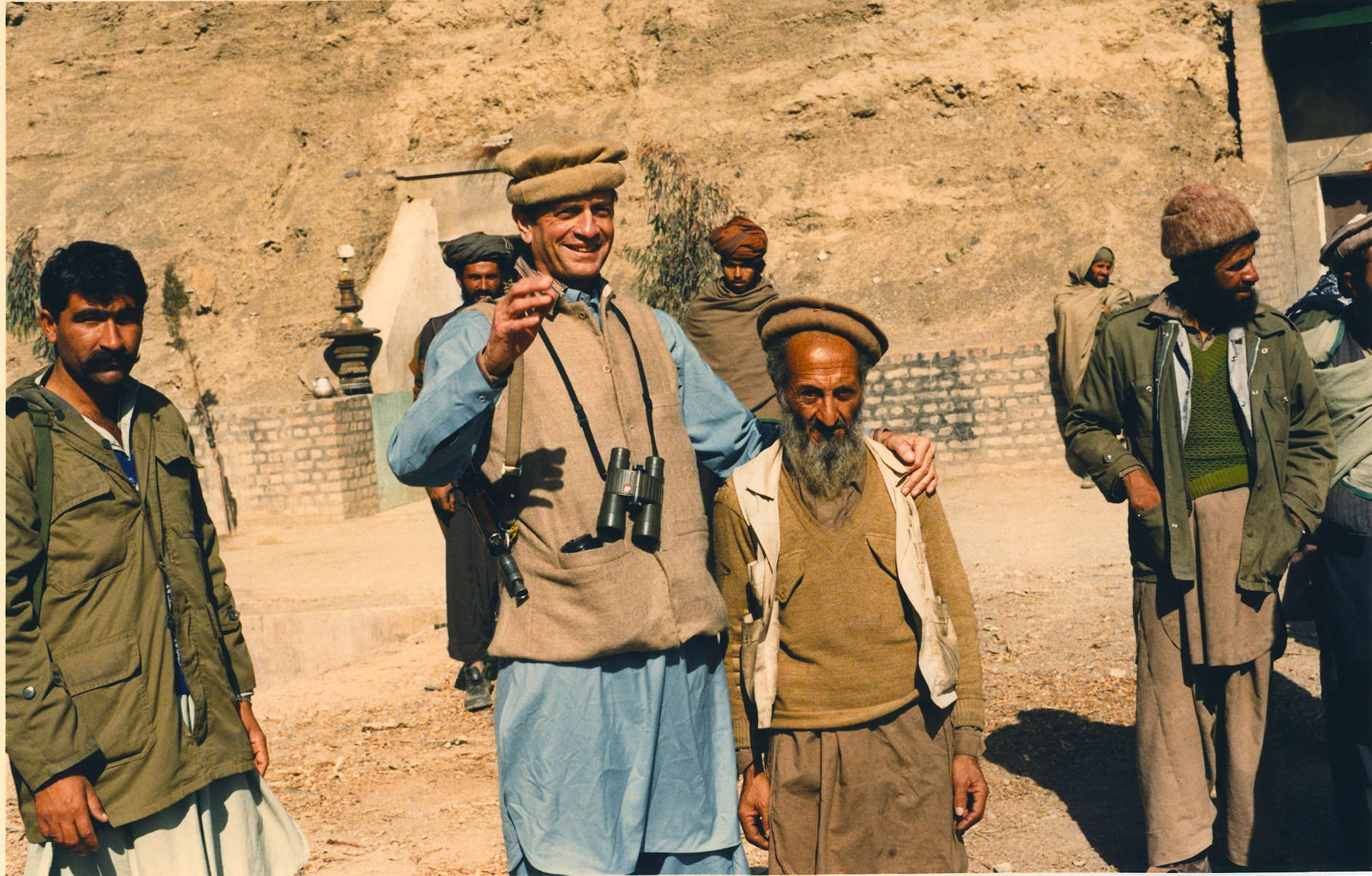
El diputat Charlie Wilson amb un home afganès.

L'ascens de Ronald Reagan a la presidència dels Estats Units a principis del 1981 va donar lloc a un augment de l'ajuda dels Estats Units a les guerrilles mujahidins, ja iniciada per Carter. La presència del 40è exèrcit a l'Afganistan va situar els soviètics a només uns centenars de quilòmetres de distància de les tropes estatunidenques, amb presència a l'oceà Índic i l'estret d’Ormuz, un enclavament de vital importància per al transport del petroli de la zona del Golf Pèrsic, que suposava una amenaça potencial per als interessos dels Estats Units a la regió. A les ordres del nou president, la CIA va augmentar el seu programa d'ajuda als mujahidins, rebatejat l'ajuda com a Operació Cicló, que s'acabaria convertint en l'operació més llarga i costosa mai feta pels serveis secrets dels Estats Units. Entre les personalitats vinculades a l’operació figura del diputat Charlie Wilson com a membre influent del subcomitè de crèdits de defensa (encarregat de finançar les missions de la CIA). Wilson va demostrar ser fonamental per recaptar fons per a la guerra, passant de 20-30 milions de dòlars el 1980 a 630 milions de dòlars el 1987.
Seguint l'enfocament original dictat per Carter, el programa d’ajuda dels EUA inicialment només tenia com a objectiu allargar la durada del conflicte, per tal de “desgastar” les forces soviètiques i danyar la reputació internacional de l’URSS, proporcionant fons i assistència. A partir del març de 1985, el govern dels Estats Units es va fixar l'objectiu d'obtenir una victòria militar per als mujahidins i la caiguda del govern comunista afganès, proporcionant així no només fons, si no també forces especials i instructors de la CIA per formar departaments de guerrilla i armes de fabricació occidental, en particular armes antiaèries com les metralladores Oerlikon i el sistema de míssils FIM-92 Stinger. Aquest últim sistema d’armes, subministrat als mujahidins a partir del setembre de 1986, va resultar decisiu per al resultat del conflicte no només augmentant considerablement el nombre d'avions abatuts, si no també obligant els soviètics a repensar les seves tàctiques aèries, perdent així gran part de l'avantatge que tenien. El programa també preveia l'enviament de fons al Pakistan, tant en forma de subministraments militars (com la venda de 40 avions F-16) com d'assistència econòmica. Els agents de la CIA també van formar els seus homòlegs ISI pakistanesos, millorant enormement les seves habilitats per dur a terme operacions encobertes.

#### Pakistan

Estructura del finançament i recolzament internacional als mujahidins.

Després d’unes primeres indecisions, el govern militar pakistanès del general Muhammad Zia-ul-Haq va decidir donar suport a la guerrilla islamista afganesa, també per por de tenir els soviètics a les seves fronteres. A causa de la seva posició geogràfica i la llarga frontera terrestre que compartia amb l’Afganistan, el Pakistan es va convertir ràpidament en un "santuari" per als diferents grups gihadistes, un lloc on podien reunir les tropes i subministraments fora de l'abast dels soviètics: de les sis principals rutes de subministrament utilitzades per abastir els mujahidins, cinc eren part de territori pakistanès. El país va subministrar armes i subministraments militars, però la principal contribució del Pakistan al conflicte va ser en termes de logística. Des del maig de 1978, va formar els insurgents: l'ISI, el servei secret pakistanès, va rebre a la pràctica la tasca de la CIA de gestionar materialment la formació dels combatents i de subministrament d’armes i diners que els arribaven, també per emmascarar millor la participació estatunidenca al conflicte. L'ISI es va demostrar molt hàbil: entre 1983 i 1992, els pakistanesos van entrenar i van enviar al seu país natal uns 83.000 afganesos, la majoria reclutats directament dels camps de refugiats del Pakistan. El control material de fons i d'armes destinats als guerrillers van permetre a l'ISI afavorir aquells grups mujahidins més afins al govern pakistanès, com el HIH d'Hekmatyar, poc interessat en les problemes fronterers dels dos països i, al mateix temps, penalitzar els moviments considerats més adversos als interessos de la nació, com ara Jamiat-i Islami de Rabbani i Massoud.
Les Forces Armades pakistaneses també van participar fins a cert punt en els esdeveniments bèl·lics: contingents del Grup de Serveis Especials i les Forces Especials de l'exèrcit pakistanès, es van desplegar a l'Afganistan disfressats d'unitats de guerrilla locals, en recolzament als grups mujahidins. La Força Aèria pakistanesa també va participar en operacions de guerra, interceptant i abatent avions soviètics o afganesos que creuaven a l'espai aeri del país.

#### Altres països
Els estats compromesos a donar suport als mujahidins va acabar incloent nacions molt diferents, sovint en oposició oberta en moltes altres qüestions. El 1982, gràcies a la mediació del congressista Wilson, el Mossad va col·laborar amb la CIA perquè les tropes israelianes retinguessin armes de fabricació soviètica durant la guerra del Líban per enviar-les al Pakistan. Egipte, anteriorment aliat de l'URSS, va arribar a un acord amb Washington després de la signatura del tractat de pau israelià-egipci el 1979, també va vendre armes lleugeres soviètiques preses dels seus arsenals a la guerrilla.
La Xina, per la seva banda, va subministrar armes lleugeres, coets i tancs als mujahidins que operaven al nord-est, rebent a canvi la garantia del cessament de qualsevol ajut als grups islamistes uigurs.
L'Iran, tot i que acabava de sortir d'una llarga i esgotadora guerra amb l'Iraq, va subministrar armes i subministraments als grups xiïtes de mujahidins que operaven a l'oest i al centre del país, obrint també el seu territori a les unitats que fugissin dels soviètics.
El Regne Unit va proporcionar armes i finançament, així com agents del MI6, servei d'intel·ligència britànic, i del Servei Aeri Especial per formar guerrillers.
Juntament amb els Estats Units, Aràbia Saudita va ser el principal finançador dels mujahidins, proporcionant milions de dòlars per comprar armes i subministraments. El al-Mukhabarat al-'Amma, servei secret saudita, també va participar en la formació i l'enviament de combatents voluntaris de tot el món islàmic a l'Afganistan, estimats entre 20.000 i 25.000 homes.
Algunes organitzacions privades també es van ocupar de recaptar fons i formar voluntaris per enviar-los a l'Afganistan, inclòs el Maktab al-Khidamat (MAK) fundat el 1984 per l'activista palestí Abd Allah al-Azzam. El multimilionari saudita Osama bin Laden va crear campaments d’entrenament en territori pakistanès i van tenir accés als fons de la guerrilla estatunidenca a través de l’ISI, tot i que mai no va tenir contacte directe amb la CIA. Bin Laden va utilitzar posteriorment la instal·lació bàsica MAK per establir la seva organització al-Qaeda a finals dels anys vuitanta.

## La invasió

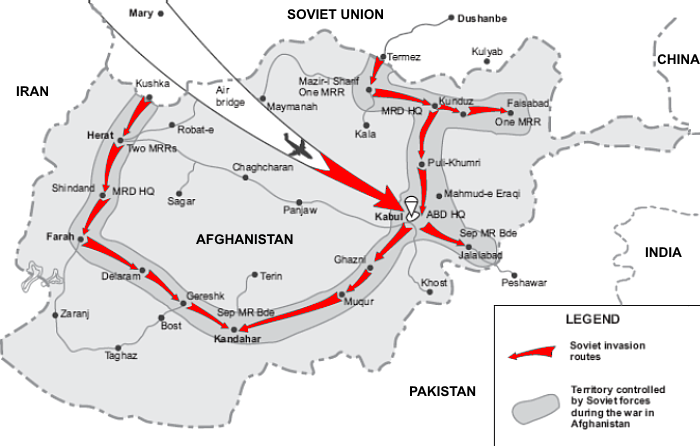
Mapa de la invasió soviètica del 1981

El despietat règim maximalista de Hafizullah Amin va provocar consternació al govern soviètic: Moscou fins i tot va arribar a especular que Amin tenia vincles amb la CIA, i que el seu comportament despietat només formava part d’un pla dirigit a provocar una revolta popular i el derrocant el règim del Partit Democràtic Popular de l'Afganistan (PDPA); més concretament, es temia que les polítiques repressives poguessin conduir a una revolució de caràcter islamista com la de l’Iran mesos anteriors, amb el risc de perdre no només la influència a l'Afganistan, si no també que aquesta revolta s'estengués a les poblacions musulmanes de l'URSS que limitaven amb el país, que se sumaria a la ja complicada guerra sinovietnamita del març del 1979. La caiguda de Taraki i l'establiment del règim d'Amin van provocar una revisió total de l'actitud soviètica sobre la qüestió afganesa, amb el ministre de defensa Dmitry Fëdorovič Ustinov i els caps militars pressionant el secretari Leonid Brezhnev perquè autoritzés una intervenció militar, destinada a destituir Amin i substituir-lo per un govern més mal·leable. La idea era realitzar una intervenció "policial", limitada en el temps, per restablir l'ordre en un país sotmès a la influència soviètica, d'acord amb l’anomenada doctrina Brezhnev: la intervenció també tenia com a objectiu millorar la imatge de l’URSS entre els afganesos, eliminant el govern sense compromisos d’Amin per substituir-lo pel més moderat Karmal.
El 2 de desembre de 1979, un alt oficial del KGB, el general Viktor Paputin, va arribar a Kabul, amb l'objectiu de realitzar un últim intent de persuadir Amin de deixar el poder en favor de Karmal. Al mateix temps, el general Ivan Pavlovskij, comandant de les forces terrestres operatives de l'Exèrcit Roig i antic planificador de la invasió de Txecoslovàquia el 1968, va dirigir un grup de 50 oficials soviètics en un llarg reconeixement del territori afganès, començant a elaborar un pla d'acció. El 10 de desembre, davant l'evident fracàs de la missió de Paputin, el Politburó va autoritzar l'Estat Major de l'Exèrcit Roig a iniciar els preparatius per a la invasió: l'acció va ser confiada al Districte Militar del Turquestan del general Maksimov, que se'ls va confiar 52.000 homes dividits entre dues divisions motoritzades (la 5a i la 108a), una aerotransportada (la 105a) i diverses formacions menors. El 13 de desembre, el general Yuri Vladimirovich Tucharinov va ser posat al capdavant del contingent, designat com el 40è exèrcit soviètic.
El pla, elaborat per un consell militar format per oficials del districte de Turquestan, preveia primer que les forces armades afganeses fossin neutralitzades pels assessors militars soviètics podent així per procedir a la invasió real i dirigir-se a ocupar els principals centres i vies de comunicació i, sobretot, a capturar els líders de la RDA, eliminant Amin i els seus fidels. Un cop fet això, les tropes soviètiques haurien assegurat l'estabilització de la situació política i l'enfortiment de l'exèrcit afganès, al qual se li confiaria progressivament la realització de la repressió de la guerrilla. L'estat major va estimar que la major part de les forces de l'Exèrcit Roig es podrien retirar en els tres anys posteriors a la invasió i que, en qualsevol cas, la càrrega més gran dels combats recauria sobre les tropes afganeses.

### Operació Tempesta-333

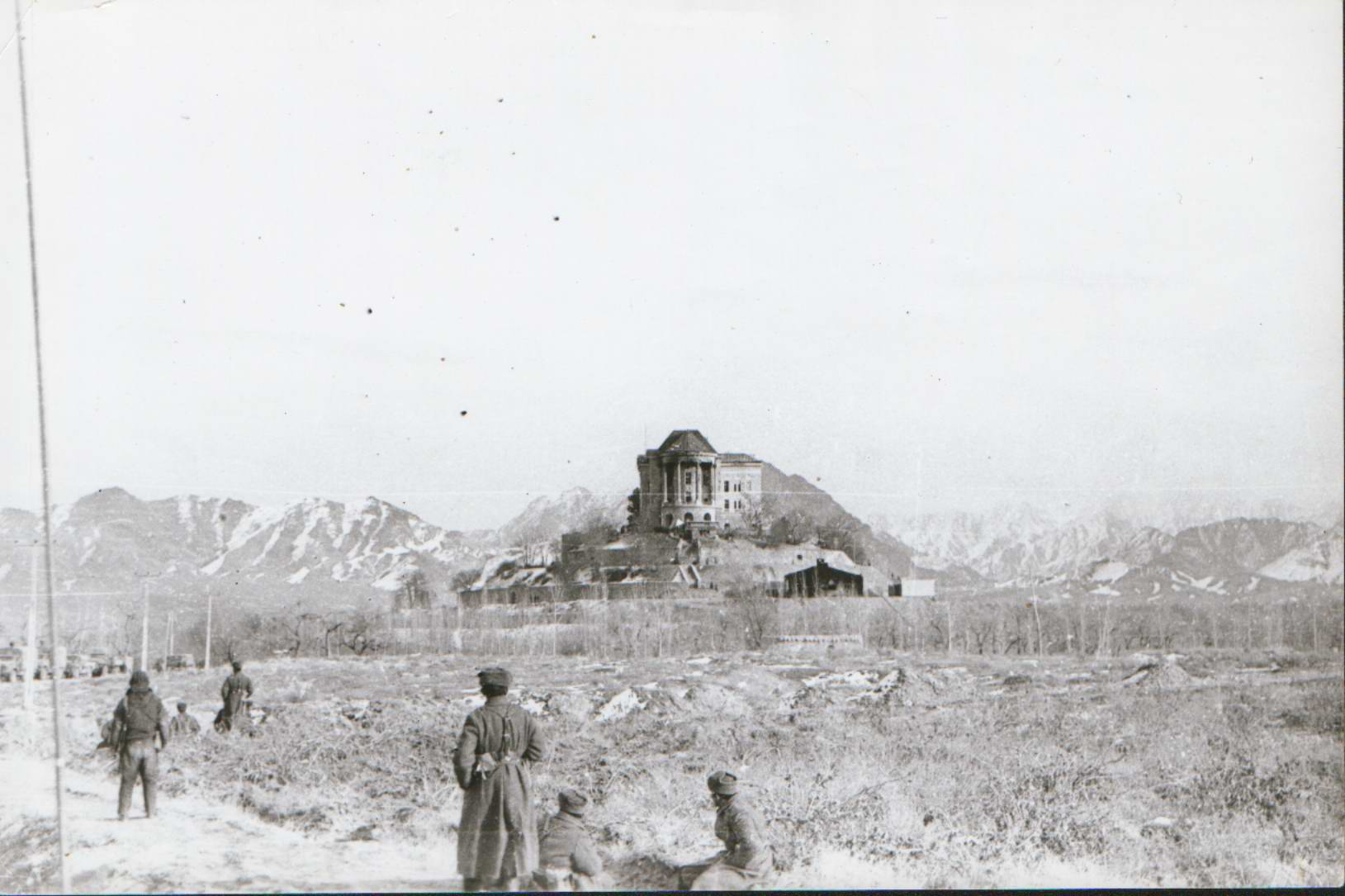
Fotografia d'un soldat soviètic del Palau Tajbek després de l'operació.

Durant la primera meitat de desembre de 1979, un cert nombre de tropes de combat soviètiques van començar a entrar a l'Afganistan, per donar cabuda oficialment a les peticions d'ajuda de Kabul i en compliment del tractat d'amistat signat l'any anterior: en particular, es van desplegar a l'aeroport de Bagram, proper a la capital, un batalló de la 103a Divisió Aerotransportada de la Guàrdia (entre el 7 i el 9 de desembre) i un de la 104a (entre el 21 i el 22 de desembre), amb l'excusa de garantir una millor protecció de l'aeroport. Al mateix temps, els assessors soviètics van iniciar la seva tasca de "neutralitzar" les forces afganeses, retirant els vehicles blindats dels coberts per a "reparacions" i organitzant "inventaris" de les existències d'armes i municions presents a els magatzems. Els mateixos assessors van convèncer Amin d’abandonar la residència presidencial al centre de Kabul per traslladar-se al Palau tajbeg més aïllat, separant-lo així de la majoria de les tropes que li eren fidels abans d'arribar i entrar a la capital.
El vespre del 24 de desembre, les forces soviètiques van llançar la invasió (operació Tempesta-333): mentre les primeres unitats del 40è exèrcit creuaven la frontera al llarg del riu AmuDarya, els paracaigudistes soviètics de la 103a divisió de la guàrdia aerotransportada ja eren a Bagram, gairebé sense lluitar. Els va seguir un llarg pont aeri per portar els militar de la 105a Divisió Aerotransportada a Bagram des de la seva base de Fergana, a la qual es van afegir especialistes del KGB i un contingent de tropes d'elit del Grup Alpha per a l'ocasió. Les primeres unitats en travessar el riu AmuDarya el vespre del 24 de desembre va ser les unitats de la 108a Divisió Motoritzada que van ocupar Baghlan, Konduz i Pol-e Khomri al nord-est a la tarda del 27, entrant a Kabul a les 17:00 de l'endemà per donar suport a les tropes aèries que havien aterrat a l'aeroport i als soldats que ja s'havien traslladat de Bagram el matí del 27 de desembre per fer-se càrrec de la capital afganesa. Mentre que les unitats spetsnaz, sovint vestides amb uniformes afganesos, van assumir estructures clau com ara com a seus dels ministeris, comandaments militars i centres de comunicació, una columna de paracaigudistes i agents Alpha es van dirigir cap al Palau Tajbeg. El pas del temps entre el desembarcament dels paracaigudistes a Bagram i el pas cap al palau havia permès a Amin reunir algunes unitats que li eren fidels, però de nit, la superioritat numèrica i el millor entrenament dels soviètics, els agents Alpha van assaltar el palau i Amin, els seus col·laboradors més propers i diversos membres de la seva família van ser executats pels oficials del KGB adscrits al contingent.
Simultàniament a la captura de Kabul i el nord-est de l'Afganistan, el 40è exèrcit va assegurar la resta del país: en passar de la República Turkmenistan, la 5a Divisió Motoritzada va entrar a l'oest de l'Afganistan el 27 de desembre, avançant ràpidament i l'endemà es va apoderar d'Herat, Shindand, Farah i Kandahar. A mitjans de gener de 1980, els principals centres de l'Afganistan estaven en mans soviètiques: l'exèrcit afganès va oferir una resistència feble i desorganitzada, i el 40è exèrcit, que havia passat a tenir 81.800 homes, va registrar pèrdues insignificants. A Kabul, el nou president Karmal, portat a la capital pels soviètics, va proclamar la caiguda del règim d'Amin i la formació d'un nou govern.
La invasió soviètica va provocar una forta reacció internacional: a la primera fila hi havia els Estats Units, on el president Carter va demanar al Senat que ajornés la ratificació dels acords de SALT II signats amb els soviètics el 18 de juny de 1979, per imposar un embargament al subministrament de tecnologia i la venda de cereals a la URSS, els estatunidencs també van decidir boicotejar els Jocs Olímpics de 1980 que se celebraran a Moscou. Diversos països europeus, asiàtics, sud-americans i àrabs s'hi van sumar. Els països àrabs també van promoure una resolució que condemnava la invasió presentada a l'Assemblea General de les Nacions Unides el 14 de gener de 1980, aprovada amb 104 vots a favor i 18 en contra. El dret de veto de què va gaudir l'URSS al Consell de Seguretat de les Nacions Unides, però, va bloquejar qualsevol intervenció de l'ONU en el conflicte. Sota el Pacte de Varsòvia, només Romania va condemnar la intervenció soviètica, recolzada per Corea del Nord. també comunista, i l'Índia malgrat les bones relacions que tenia amb l'URSS.

## La guerra
El conflicte sovièticoafganès es pot dividir en quatre fases principals: la primera, des de finals de desembre de 1979 fins a finals de febrer de 1980, els soviètics van consolidar les seves posicions després de la invasió del 24 de desembre i afrontar els primers combats contra els opositors afganesos, enfrontaments d'una guerra convencional; la segona fase, del març de 1980 a l'abril de 1985, la més cruenta del conflicte, els soviètics van intentar erradicar els grups islamistes mitjançant operacions a gran escala de "cerca i destrucció" ; la tercera fase, de maig de 1985 a desembre de 1986, els soviètics van buscar una estratègia de sortida del conflicte, reduint l'abast de les seves operacions, tractant d'implicar més les tropes republicanes i iniciant els primers contactes diplomàtics amb l'oposició; la quarta fase, de gener de 1987 a febrer de 1989, els soviètics van organitzar la seva progressiva desvinculació del país i la retirada de les seves tropes, una operació que va acabar el 15 de febrer de 1989.

### Primera fase: consolidació

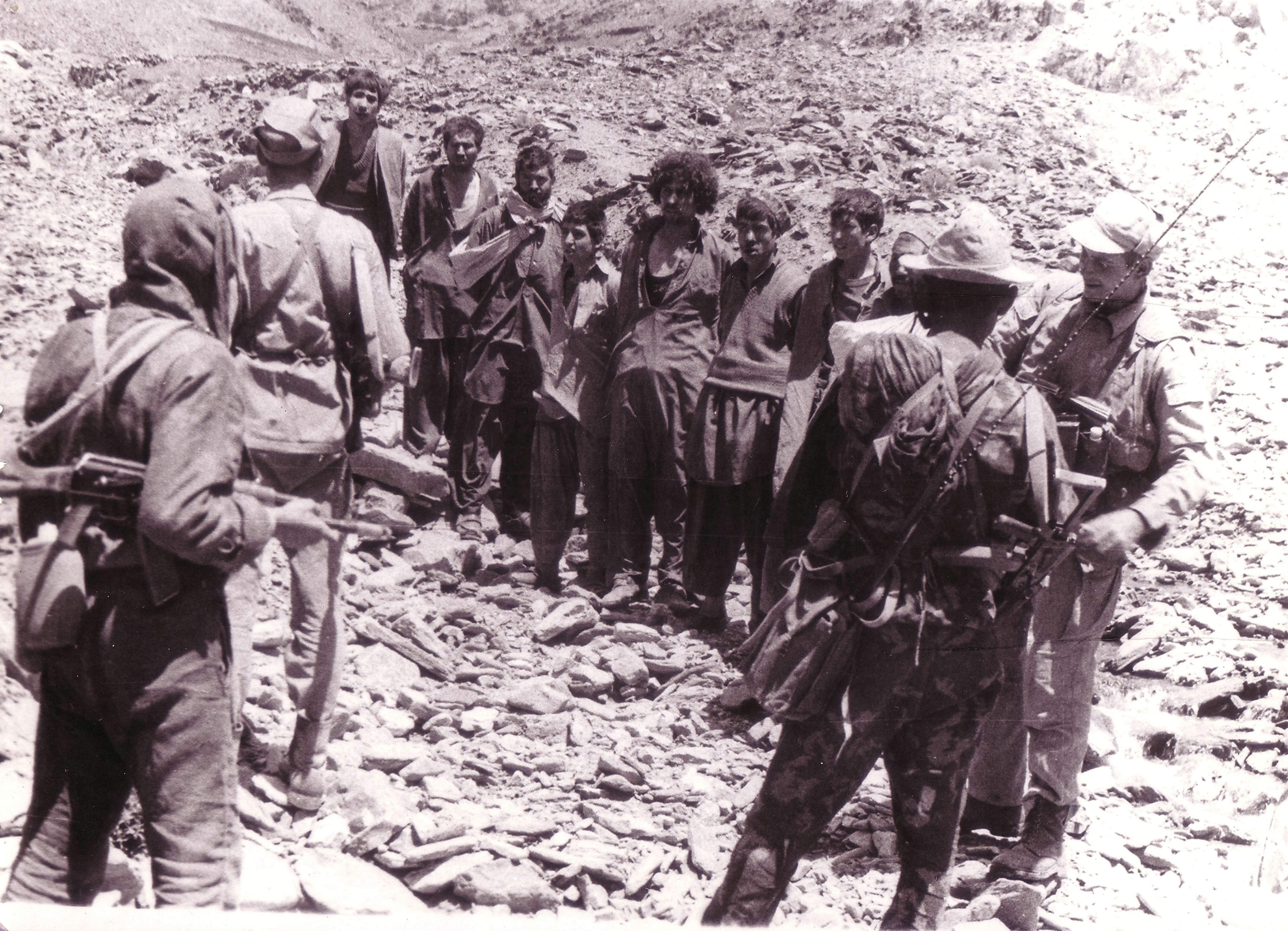
Presoners afganesos.

Els primers dos mesos de 1980 els soviètics van intentar expandir i consolidar les seves conquestes obtingudes durant la fase d'invasió. Les tropes de l'Exèrcit Roig mai no van intentar ocupar tot el territori afganès, sinó que van centrar la seva atenció en les zones considerades més importants, com ara les principals zones urbanes, aeroports i carreteres principals, deixant de banda les zones rurals. Almenys el 80% del territori afganès va romandre pràcticament fora del control del govern de Kabul i dels seus aliats soviètics, amb algunes zones més aïllades com Nuristan al nord-est o Hazarajat a les muntanyes centrals que experimentarien un període d’independència gairebé completa i sense combats. Durant aquesta fase, el 40è exèrcit va realitzar els seus primers enfrontaments, no només contra les bandes de mujahidins, sinó també contra els petits "exèrcits tribals" independents i les unitats de l'exèrcit afganès que s'havien desvinculat. Durant aquesta fase, les forces islamistes i contràries als soviètics tendien a lluitar en camp obert segons cànons força convencionals i, en conseqüència, gairebé sempre acabaven desbordats per la gran superioritat de les unitats de l'Exèrcit Roig, fortament recolzada per l'artilleria i aviació.
Una gran part del contingent soviètic va ser absorbit, durant aquest període, per tasques relacionades amb la logística, com ara la construcció de bases i instal·lacions militars, i en la rehabilitació i seguretat de la primitiva xarxa viària afganesa, al llarg de la qual es produïa el principal flux de subministraments del 40è exèrcit. Les tropes soviètiques també van intentar iniciar projectes de cooperació civil-militar amb l'esperança d'afavorir la població, però en va: fins i tot a les zones urbanes, on el PDPA va reunir la majoria del seu suport, els afganesos es van mantenir clarament hostils als ocupants. La nit del 23 de febrer de 1980, milers de residents de Kabul van pujar als terrats de les seves cases per cridar Allāhu Akbar i consignes contra els soviètics, un esdeveniment que es va repetir durant moltes nits després. Fins i tot es va organitzar una vaga l'endemà, a la zona del basar i també un intent de manifestació al carrer, immediatament reprimida per les forces de seguretat afganeses que van deixar uns 300 morts.

### Segona fase: cerca i destrucció

#### Emboscades i sabotatges

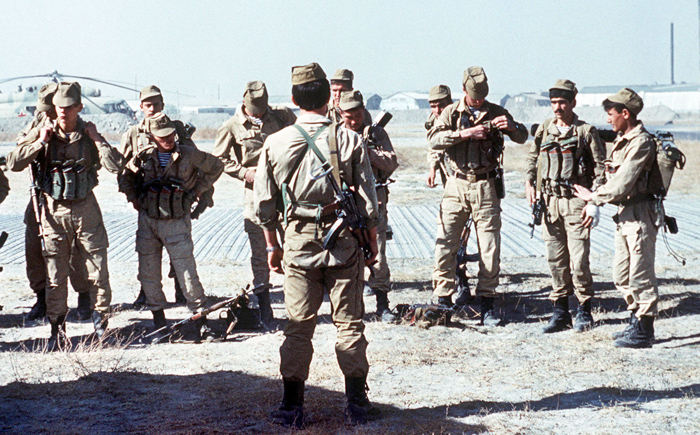
Soldats soviètics preparant una operació de combat.

Les fortes pèrdues patides en els enfrontaments a camp obert l’hivern anterior van convèncer els mujahidins a canviar la tàctica i traslladar la guerra a un terreny més favorable per a ells, les muntanyes afganeses. Com a resultat, els soviètics es van veure obligats a abandonar les seves fortificades bases per buscar les guerrilles en territori menys conegut i accessible. Al març de 1980, les províncies de Kunar i Paktia van experimentar una important presència soviètica, seguida de la de Ghazni entre maig i juny i les de Vardak i Nangarhar al novembre. La vall de Panjshir va ser atacada pels soviètics per primera vegada al setembre, després que l'ofensiva de les forces afganeses a l'abril no hagués aconseguit res contra els mujahidins dirigits pel comandant Massoud. La necessitat de lliurar una guerra de guerrilles a les muntanyes va obligar els soviètics a replantejar-se les seves tàctiques: l'Exèrcit Roig era una força convencional, entrenada per a la guerra a gran escala amb un ús extens de tancs i forces mecanitzades i les seves unitats eren poc flexibles per moure's amb agilitat sobre terrenys difícils com el de les muntanyes afganeses. La poca fiabilitat demostrada per la majoria de les forces republicanes afganeses aviat va portar els soviètics a relegar-los a tasques secundàries i a excloure'ls de grans operacions.
El 1981, els soviètics van abandonar les grans ofensives per realitzar operacions de menor escala mitjançant unitats aerotransportades. Entre les operacions més importants, la vall de Panjshir va ser atacada dues vegades, al març i al setembre, la província de Nangarhar al juny i el districte de Paghman, a l'oest de Kabul, al juliol, però totes aquestes accions van acabar fracassant, fins al punt que el viceministre de Defensa Sergei Leonidovič Sokolov va visitar personalment l'Afganistan per avaluar la situació. A principis de 1982, després de l'arribada de reforços, el 40è exèrcit va tornar a la tàctica d'operacions a gran escala: va començar al gener a les províncies de Vardak i Parvan per continuar a la de Farah i a la zona de Mazar-e Xarif a l'abril i a les províncies de Lowgar i Ghazni al maig. El districte de Paghman va ser colpejat dues vegades al juny i octubre, mentre que la vall de Panjshir va ser l'escenari d'una cinquena (maig) i sisena (setembre) ofensiva soviètica.T otes aquestes accions van resultar inútils: si bé és cert que es causaven un gran nombre de baixes mujahidins, les tropes soviètiques s'acabaven retirant a les seves bases un cop finalitzades les operacions, permetent a la guerrilla reocupar la zona en poc temps.

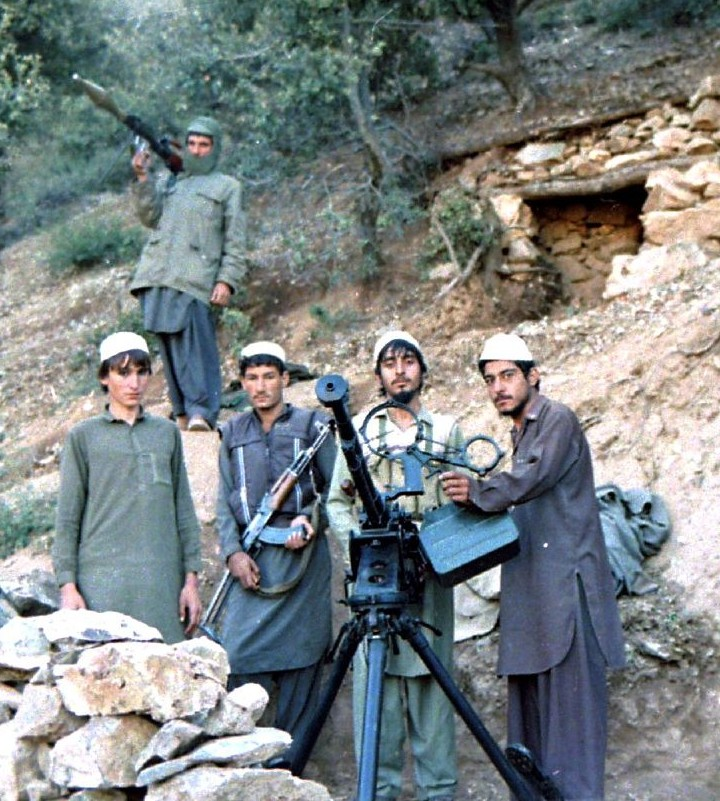
Combatents mujahidins de Jamiat e-Islami.

En aquest període, els guerrillers van concentrar la seva acció per una banda en obstaculitzar les línies de comunicació dels soviètics i, per l'altra, en soscavar l'autoritat del govern de Kabul sobre el país. El primer objectiu es va perseguir mitjançant un recurs sistemàtic d'emboscades contra els combois de subministrament, obligats a recórrer les poques carreteres disponibles. Aquestes accions també tenien com a objectiu l’obtenció d’armes i municions, que també aconseguien a les bases aïllades dels barris controlats per l'exèrcit afganès. Les bases soviètiques també eren objectius, però estaven massa ben defensats i, malgrat molts assalts i setges reals, mai no es va conquerir cap base durant el conflicte.E l segon objectiu es va perseguir a través d’una extensa campanya d’atacs i sabotatges contra estructures d’utilitat pública com centrals hidroelèctriques, preses i línies de telecomunicacions, mentre que aeroports, dipòsits i bases militars eren sovint objecte d’atacs mitjançant morters i coets.La capital Kabul (i els principals centres habitats) va ser objecte d’una llarga campanya d’atacs de petites cèl·lules mujahidines. Les accions van anar des de l’assassinat de persones importants fins a atacs amb bombes i cotxes bombes contra oficines i edificis governamentals.
A més de causar danys materials, les accions dels mujahidins tenien com a objectiu crear un clima d’inseguretat a les tropes soviètiques i governamentals, minant la seva moral i el seu esperit de lluita. Accions i a gran escala, però això va acabar constituint un avantatge: els soviètics es van trobar enfrontant-se no amb un sol adversari sinó amb una infinitat de petits conflictes locals amb les més diverses característiques.

#### Canvi de tàctica
A principis de 1983, els soviètics van canviar de tàctica una vegada més. Coneixent que els mujahidins vivien essencialment dels recursos del territori, els soviètics van intentar literalment despoblar vastes zones del país, per negar a la guerrilla el suport de la població local. A més de la seva principal àrea de reclutament, van fer un ús extensiu de bombarders de combat i helicòpters d'atac. Les tropes soviètiques van començar a bombardejar pobles, destruir graners, cultius i canals de reg, amarrant bestiar i minant els camps i pastures cultivats, amb l'objectiu de obligar les poblacions rurals a abandonar les seves cases. En els seus atacs, l'aviació soviètic també va recórrer a l'ús armes químiques, tant no letals com CS i CN gas lacrimògens com mortals com fosgen i diversos tipus de gasos nerviosos, així com bombes carregades de napalm. Aquestes accions van tenir efectes devastadors sobre la ja precària economia afganesa, principalment l'agricultura i el pastorisme, a més de forçar més d'un terç de la població d'abans de la guerra a refugiar-se en camps de refugiats establerts més enllà de les fronteres, al Pakistan i l'Iran. El conflicte aviat va adquirir un alt grau de brutalitat: si les tropes soviètiques van fer campanyes terroristes contra els pobles, encara que només fossin sospitosos de donar suport a la guerrilla, amb execucions sumàries, saquejos i represàlies a la població civil, els mujahidins van cometre delictes contra presoners de guerra, sovint executats després de ser capturats o mutilats i abandonats a la vora de la carretera com a "advertència" als seus companys de soldats.

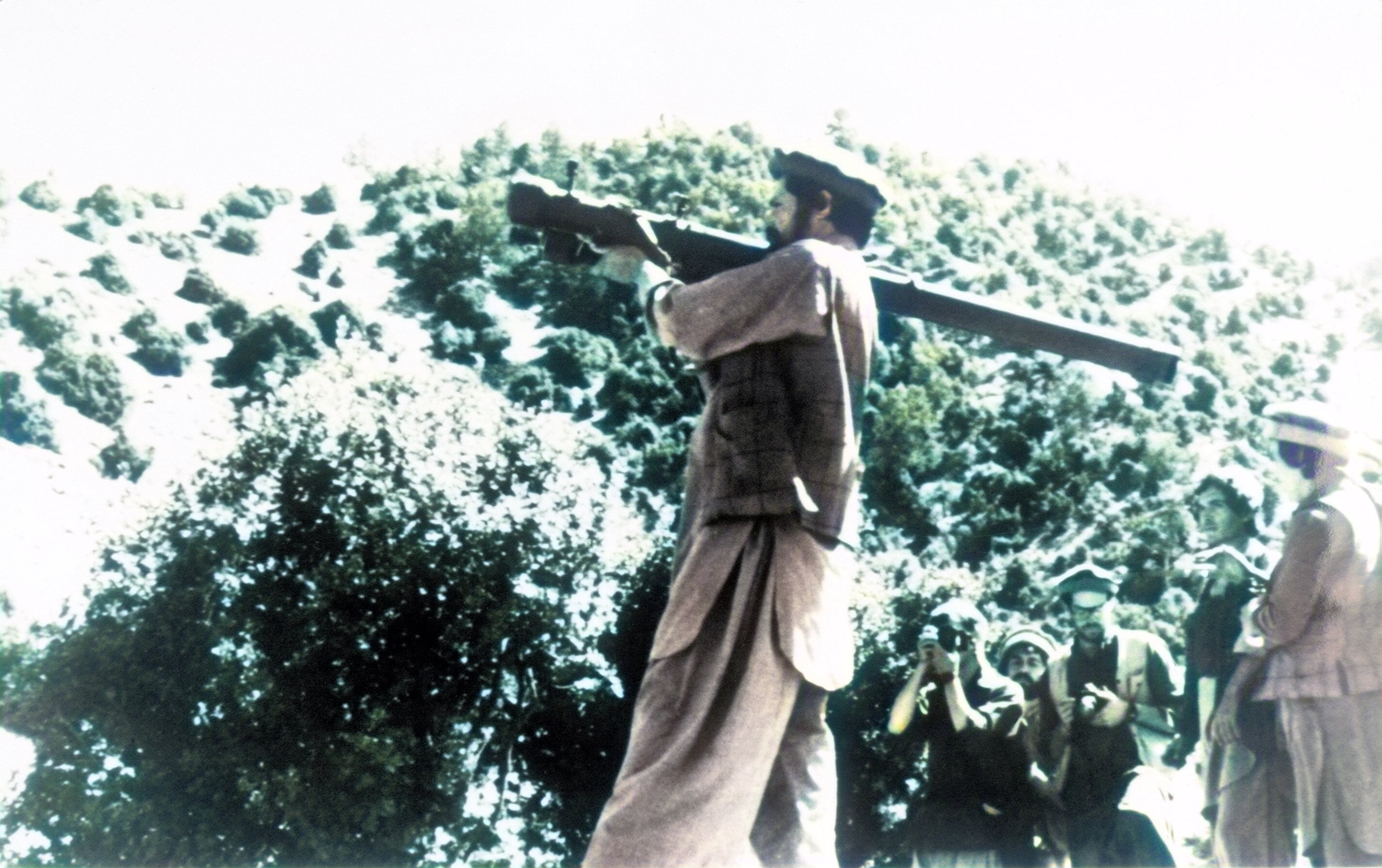
Combatent mujahidi amb un llençacoets.

La guerra aèria soviètica va obligar els mujahidins a revisar el seu sistema logístic, traslladant la seva principal àrea d'operacions a les muntanyes de la frontera amb el Pakistan des d'on s'enviaven subministraments, armes i provisions i s'emmagatzemaven en bases ben defensades amagades a llocs difícilment accessibles pels soviètics. Les contínues incursions soviètiques no van evitar que els guerrillers llancessin atacs a una escala més gran: entre març i abril una sèrie d’atacs victoriosos van permetre als mujahidins prendre possessió de part de les ciutats d'Herat i Kandahar, obligant els soviètics a recórrer als bombarders per detenir-los, amb efectes devastadors per a les dues ciutats. Una ofensiva de mujahidins a les províncies de Paktia i Paktika entre l'estiu i la tardor de 1983 va portar a victòries sobre les tropes de la RDA a Jadji i Khost. Després d'una victoriosa emboscada de mujahidins contra la carretera del pas de Salang a principis de 1984, els soviètics van llançar una setena ofensiva a la vall de Panjshir el mes d'abril següent. Al juny ni les fortes ofensives a Herat i Kandahar van aconseguir recuperar el territori perdut.
A principis de 1985, els soviètics van abandonar la tàctica dels rodejos a gran escala per centrar-se en operacions més petites però més freqüents, amb l'objectiu d'intentar sufocar les rutes de subministrament de la guerrilla, segellar la frontera pakistanesa i destruir les bases de les muntanyes. Les columnes mecanitzades van ser substituïdes per unitats aerotransportades Spetsnaz soviètiques i comandos afganesos, enviades a ocupar els cims de les muntanyes per aïllar les bandes guerrilleres i obrir el camí a les tropes terrestres. Aquesta nova tàctica va permetre a les forces comunistes tenir cert èxit sobre el terreny, tot i que no va tenir els efectes esperats en el curs general del conflicte.

### Tercera fase: estratègies de sortida

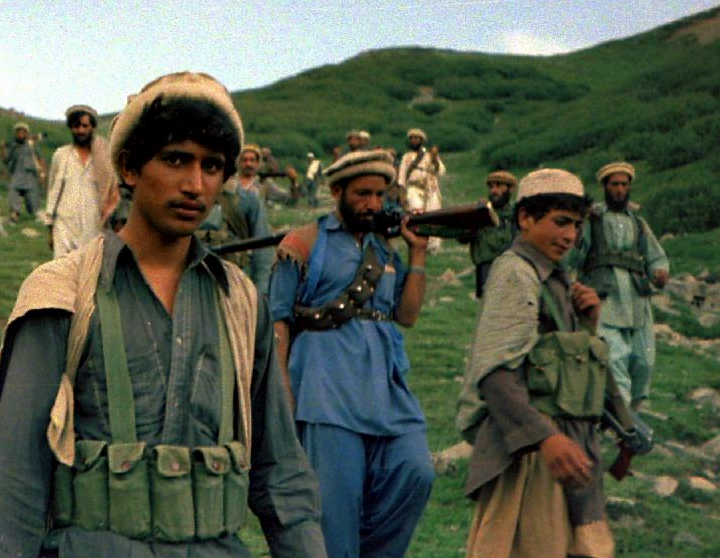
Combatents mujahidins creuant la frontera amb el Pakistan l'agost de 1985.

L'11 de març de 1985, Mikhail Gorbatxov es va convertir en secretari general del PCUS, donant finalment estabilitat política als líders polítics de Moscou després dels breus governs de Iuri Andropov i Konstantin Černenko. Inicialment, el canvi al capdavant de la direcció soviètica no semblava implicar cap canvi pel que fa a la situació afganesa i el 1985 va resultar ser l'any més sagnant del conflicte. Entre gener i febrer, una ofensiva de les tropes afganeses a la província de Kunar va acabar fracassant per complet. Al juny, un atac soviètic va devastar la província de Helmand, seguit poc després d'una novena i inconclusa ofensiva a la vall de Panjshir, mentre es produïen forts combats a la zona d'Herat i Kandahar. L'any va acabar amb un nou fracàs de les forces de la RDA, que entre agost i setembre no van poder assaltar la important base mujahidi de Zhawar, a la província de Paktia.
El subministrament als mujahidins d’armes antiaèries cada vegada més sofisticades, per part dels seus partidaris internacionals (sobretot Estats Units i Pakistan), va augmentar dràsticament les pèrdues d’avions soviètics. Un grapat de guerrillers equipats amb míssils a les espatlles, com els Stingers dels Estats Units, ara podrien causar molts danys derribant avions de transport. L’augment de les capacitats antiaèries de la guerrilla va obligar els soviètics a repensar les seves tàctiques, amb els avions ara obligats a renunciar a les missions d’atac terrestre i a bombardejar des de més altitud (perdent així precisió), mentre que els helicòpters tendien a mantenir-se més per sobre de les forces amigues, renunciant a endinsar-se en territoris hostils.
Els fracassos i les greus pèrdues patides el 1985 van convèncer Gorbačëv de la inutilitat de continuar la guerra: el 17 d’octubre de 1985, durant una reunió del Politburó, el secretari va expressar per primera vegada la seva intenció d’iniciar la retirada de les forces soviètiques de l’Afganistan, i, tot i no condemnar la intervenció al país, va donar a entendre que es tractava d'un error greu. La posició de Gorbatxov es va fer pública per primera vegada el febrer de 1986, durant el XXVII Congrés del PCUS. La nova política de glasnost i l'alleugeriment de la censura ara va permetre als periodistes soviètics fer descripcions més veraces del que passava a l'Afganistan, sensibilitzant la població sobre les condicions reals en què es trobava el "contingent limitat de tropes soviètiques". El nou clima va calar en els ànims de les forces armades. El coronel Kim Tsagolov, nou a l'Afganistan, va escriure una llarga carta a l'agost de 1987 en què s'expressaven tots els errors polítics, i davant la censura dels alts comandaments, ho va fer públic a través d’una entrevista amb la revista Ogonek, provocant polèmiques molt fortes.
Tal com va escriure el mariscal Sergej Fëdorovič Achromeev, cap de gabinet de les forces armades, "la gent no va aprovar la guerra. Les raons de l'entrada de les nostres tropes a l’Afganistan no ha estat mai explicada, perquè era impossible fer-ho. Per tant, les pèrdues no es van considerar necessàries i inevitables".

### Quarta fase: la retirada

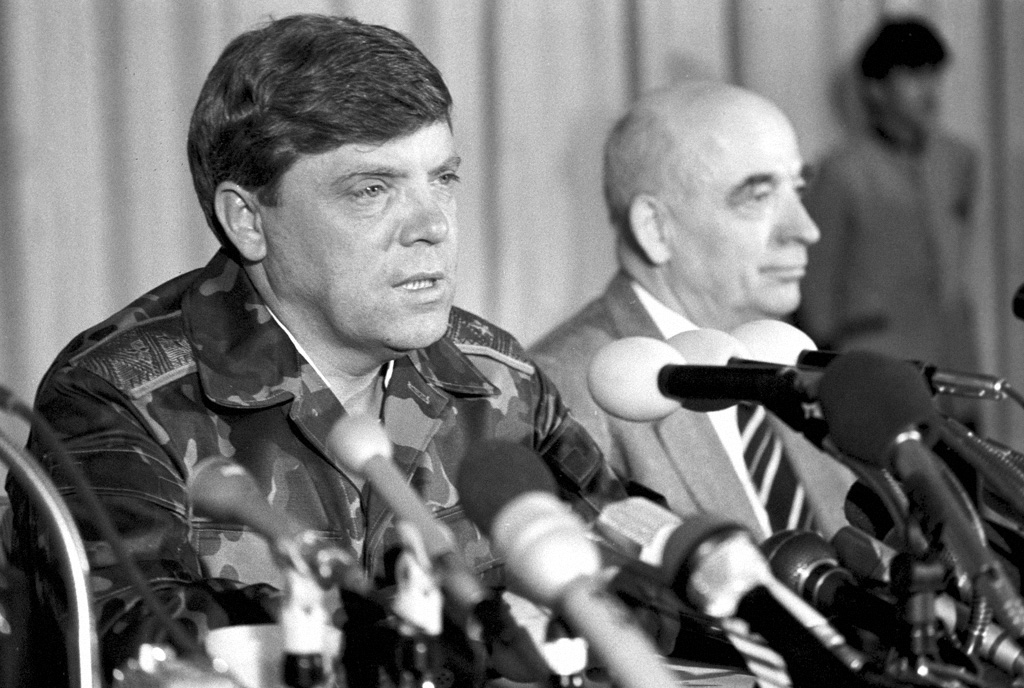
El general Boris Gromov anunciant oficialment la retirada de l'exèrcit soviètic de l'Afganistan.

A partir dels primers mesos del 1986, Gorbatxov va iniciar un programa "d'afganització" del conflicte, transferint responsabilitats de la guerra a les tropes afganeses per desvincular-les de les soviètiques, progressivament relegades a només les tasques de suport a les primeres. Es va preocupar del reforçament i la modernització de les forces armades afganeses, però la mai resolta plaga de desercions encara va comprometre la seva estabilitat al camp de batalla. Des del gener de 1987, les forces de combat soviètiques van ser retirades de qualsevol tipus d'operació ofensiva terrestre, rebent ordres d'utilitzar la força només per a la defensa pròpia. Els soldats soviètics es van instal·lar en algunes "bombolles de seguretat", bases fortament fortificades i vigilaven on per passar la resta del període de servei a l'Afganistan: si les pèrdues humanes disminuïen, la moral no es desplomaria i baixarien els freqüents casos d'insubordinació, indisciplina i consum de drogues. Dues de les poques excepcions a aquesta actitud defensiva van ser les missions al llarg del riu Arghandab i l'Operació Magistral: en l'últim esdeveniment entre novembre de 1987 i gener de 1988, un gran contingent de tropes soviètiques i afganeses es va comprometre a intentar trencar el setge de la guarnició de Khost, pràcticament tallada des del començament del conflicte i alliberar la carretera de Gardez de mujahidins. L'operació va ser un èxit i va assolir tots els seus objectius, però l'objectiu final era garantir una retirada ordenada de les forces soviètiques estacionades al sud-est del país i, tan aviat com es van retirar, les posicions capturades van tornar a mans gihadistes.
En el front polític, Karmal, considerat per Gorbatxov com el principal culpable de la manca d'estabilitat del país, va ser substituït pel vicepresident Haji Mohammad Chamkani el 24 de novembre de 1986 abans que ell cedís el govern a Mohammad Najibullah, el 20 de setembre de 1987. Najibullah va iniciar, a petició de Moscou, una política de "reconciliació nacional" per pacificar el país: una nova constitució que s'obria al pluripartidisme a les funcions governamentals, es va proclamar una amnistia i es preveien instruments per retornar els béns als exiliats, convidant-los a tornar. Havent aconseguit atraure alguns dels elements més moderats, la política de Najibullah va fracassar en gran manera en els seus objectius, ja que no va popularitzar el govern a Kabul ni va convèncer els insurgents van iniciar negociacions amb ell.

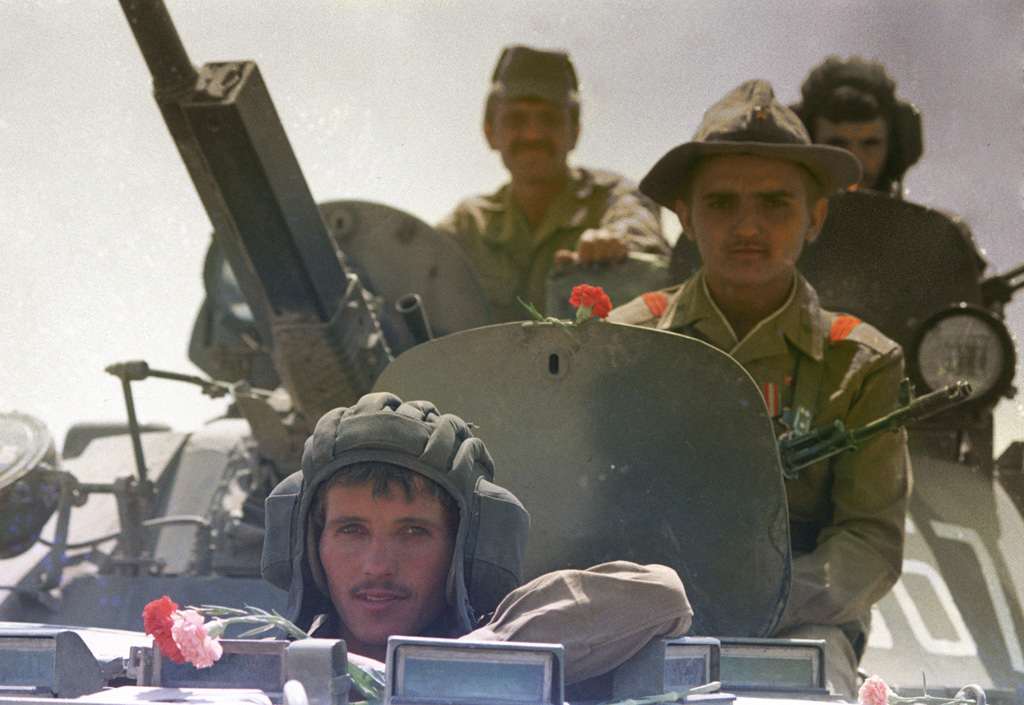
Soldats soviètics en retirada.

Al mateix temps, intentant explotar les millors relacions establertes amb els estatunidencs després de la signatura del tractat INF el 8 de desembre de 1987, Gorbatxov va iniciar converses internacionals a l’ONU per solucionar la retirada de les tropes soviètiques: el 14 d’abril de 1988 l'Afganistan, el Pakistan, l'URSS i els Estats Units com a respectius garants, van signar els Acords de Ginebra, establint la no interferència d'ambdós països en les qüestions dels seus veïns i establint condicions generals per al retorn dels refugiats afganesos. El tractat també va establir un calendari per a la retirada del contingent soviètic en dues etapes diferents, entre el 15 de maig i el 16 d'agost de 1988 i entre el 15 de novembre de 1988 i el 15 de febrer de 1989, amb una missió d'observació de l'ONU. (UNGOMAP) encarregada de controlar el correcte replegament. No obstant això, el problema amb l'Iran va quedar sense tancar, al rebutjar els acords i continuar prestant ajuda als mujahidins xiites.
La retirada de les forces soviètiques va començar tal com estava previst: malgrat que s'havia negociat una treva i altos el foc locals amb els diversos comandaments de la guerrilla, la retirada soviètica va ser pertorbada per algunes emboscades dels grups mujahidins més extremistes, tot i que, en general, va anar sense problemes. L'única excepció a la retirada pacífica va ser l'Operació Tifó, duta a terme entre el 23 i el 26 de gener de 1989, sota l'ordre explícita del ministre de defensa Dmitry Timofeevich Jazov i malgrat l'opinió contrària dels generals sobre el terreny, les tropes soviètiques van atacar les forces mujahidines sota el comandament de Massoud a la vall de Panjshir, sense cap altre propòsit de donar un "darrer assalt" als grups guerrillers. Per minimitzar les seves pèrdues els soviètics van evitar acuradament lluitar des de prop, preferint emprar artilleria, míssils i bombarders, causant un gran nombre de baixes civils.
La retirada soviètica es va completar dins del termini acordat. El 15 de febrer de 1989, més de nou anys després de l'inici del conflicte, el general Boris Gromov, l'últim comandant del 40è exèrcit, va creuar simbòlicament el pont sobre el riu Amudarya com a "últim soldat soviètic que abandonaria l'Afganistan", posant fi a la invasió de l'URSS al país.

## Conseqüències

### Afganistan

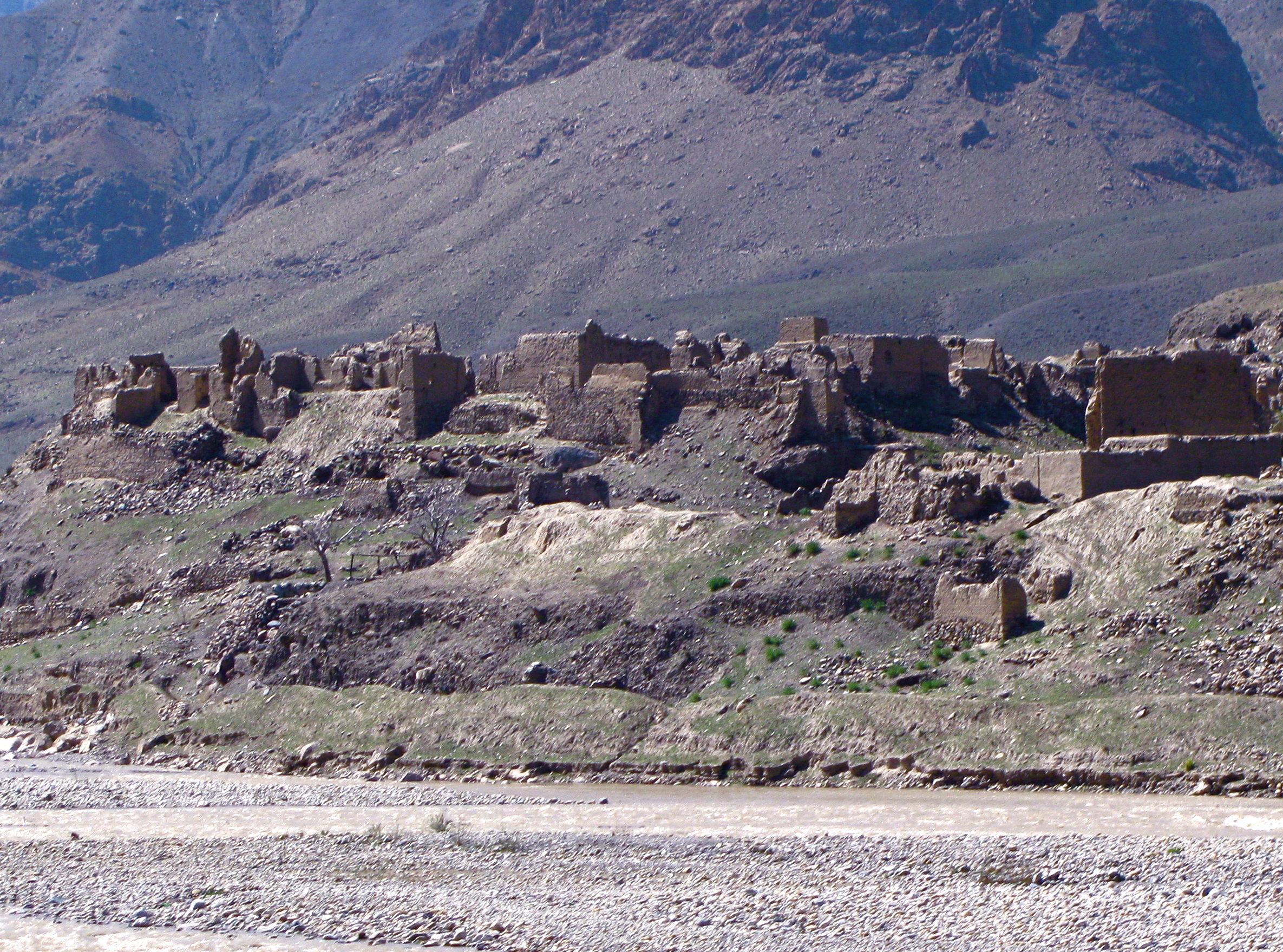
Població afganesa destruïda per l'exèrcit soviètic.

L'estimació de les víctimes afganeses és molt difícil, ja que els combats no van cessar amb la retirada soviètica, sinó que van continuar durant molts anys: les estimacions oscil·len entre 670.000 i 2 milions de civils afganesos assassinats, als quals s'han d’afegir 1.200.000 persones amb discapacitat (inclosos mujahidins i soldats del govern) i prop de 3 milions de ferits (la majoria civils). Les forces soviètiques no van ser les úniques responsables de les víctimes civils. Segons Felix Ermacora, enviat especial de l'ONU, va estimar que els atacs de les milícies mujahidins contra la capital, Kabul, van assassinar almenys 4.000 civils només el 1987. S'estima que les baixes de les forces governamentals van ser prop de 18.000 persones, mentre que per als mujahidins les estimacions són d’entre 75.000 i 90.000 morts.
Més de 5 milions d’afganesos (un terç de la població d’abans de la guerra) van trobar refugi als camps de refugiats establerts al Pakistan o a l'Iran, amb 2 milions de refugiats més a l'interior del mateix Afganistan. Durant la dècada de 1980, només els afganesos constituïen la meitat dels refugiats del món. Les condicions de vida als camps de refugiats van causar més víctimes Segons una enquesta duta a terme als refugiats afganesos que vivien a Quetta, poc després de la retirada soviètica, va concloure una mortalitat infantil del 31% (sense tenir en compte que el 80% dels nens refugiats no estaven registrats) i que entre els supervivents, el 67% es trobava en condicions de desnutrició greu.
El país havia estat devastat pels combats: Kandahar, la segona ciutat més gran del país, va caure d'una població de 200.000 habitants abans de la guerra a no més de 25.000 després de les campanyes soviètiques.Tanmateix, el sistema de reg del país, de vital importància donada el clima àrid, va resultar completament destruït pel conflicte, fent que moltes zones fossin no cultivables. Ambdós bàndols, també van escampar entre 10 i 16 milions de mines per tot el país, que van continuar assassinant anys després d’acabar els combats i impedint que molts refugiats tornessin a casa seva.

### URSS
D’un total de 620.000 soldats soviètics que van servir a l’Afganistan, les xifres oficials indicaven inicialment 14.453 morts en combat, desglossats de la següent manera: 13.833 de l'exèrcit, 572 dels guàrdies fronterers i altres unitats del KGB, 28 de les tropes del ministeri de l'interior i 20 entre el personal d'altres oficines o ministeris. Un recompte posterior, però, va elevar el total a 15.041, dividit entre l'exèrcit (14.427), les tropes del KGB (576) i altres (28). Investigacions més recents, acceptades també per l'estudi oficial sobre la guerra elaborat per l'Oficina Històrica de l'Estat Major Rus, van elevar el total a uns 26.000 homes, tant militars com paramilitars, comptant els morts en combat, però també els morts en accidents i morts per lesions o malalties contretes a l'Afganistan. Aleshores hi va haver 53.753 ferits (inclosos 10.751 discapacitats), mentre que 415.932 homes (el 88,56% de la força total) van contreure malalties a causa de les condicions climàtiques i el mal estat dels serveis de salut locals, inclosos 115.308 casos d'hepatitis i 31.080 de febre tifoide. Durant la guerra 417 soldats van ser declarats desapareguts o presos pels mujahidins, però al final del conflicte només 119 van ser alliberats (els altres van ser executats o van morir en captivitat). D'aquests, 97 van tornar a l'URSS mentre que altres 22 van demanar obtenir asil en altres països. Pel que fa al material, les forces soviètiques van informar de la pèrdua de 118 avions, 333 helicòpters, 147 tancs, 1.314 vehicles blindats, 433 canons i morters i 11.369 altres vehicles terrestres.
Tot i que no hi ha cap acord entre els autors sobre el grau d’impacte, la guerra a l’Afganistan també va ser una de les causes que va contribuir a la dissolució de la Unió Soviètica. El conflicte va canviar la percepció dels líders soviètics sobre l'ús de la força i la intervenció militar a països estrangers per mantenir l'URSS forta, va accelerar el glasnost i la perestroika i va estimular l'aparició de noves formes de participació política crítica del Partit Comunista, començant pels nombrosos i actius veterans (anomenats Afgantsky, Afganckij) que van desacreditar la imatge de l'Exèrcit Roig, reforçant les forces independentistes de les repúbliques soviètiques, que van veure la intervenció a l'Afganistan com una guerra russa lliurada per soldats no russos.
Després que Gorbachov va admetre el 1986 durant el 27è Congrés del PCUS que la guerra havia estat un error, cada cop més polítics, inclòs el ministre d'Afers Exteriors, Eduard Xevardnadze, es van distanciar d'un conflicte que havia esdevingut impopular. L'oposició a la intervenció de paixtus, tadjiks i uzbekos dels països de l'Àsia central va portar el PCUS a ordenar que es realitzessin purgues polítiques com a efectes de la perestroika, però la substitució dels quadres per personal rus va provocar disturbis i protestes a Kazakhstan, Tadjikistan, Armènia i a la regió d'Astrakhan. A Ucraïna, Geòrgia i les repúbliques bàltiques també es van produir forts ressentiments antimilitaristes i antirússos. A Lituània, per exemple, el Moviment per la Reforma el febrer de 1989 va proclamar la independència de Moscou com a objectiu principal. Els oponents més vocals de les reformes de Gorbatxov dins de l'exèrcit van perdre la seva paraula, a les eleccions del Soviet Suprem de març de 1989, molts oficials superiors de l'ala antimilitarista van ser recolzats molt més i la conducta de la guerra es va presentar per primera vegada a un judici civil d’una comissió ad hoc creada pel Congrés dels Diputats del Poble de l’URSS.

### Crims de guerra

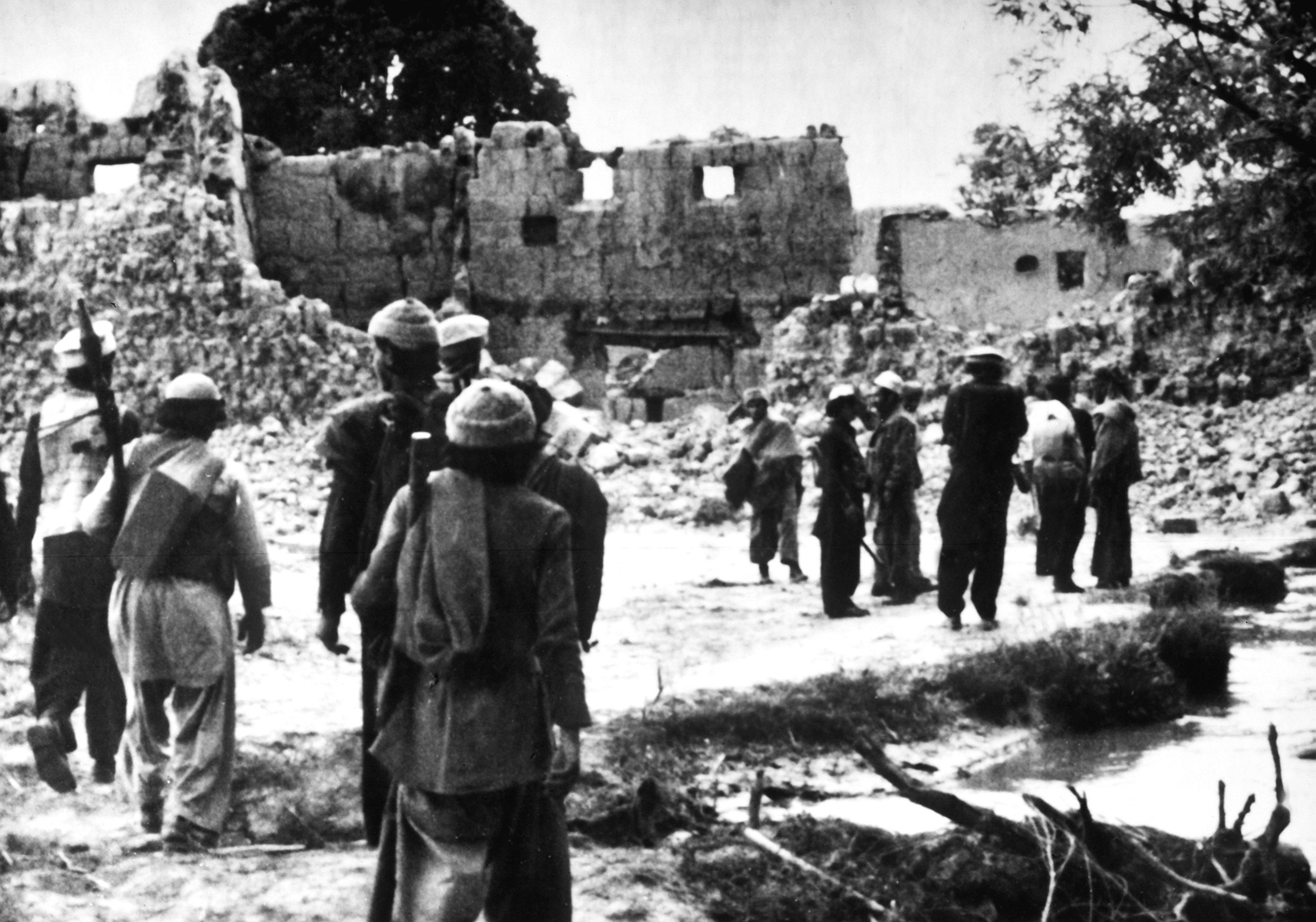
Combatents mujahidins en una ciutat afganesa completament destruïda.

Mohammad Kakar, Michael Reisman i Charles Norchi, experts en l'Afganistan, argumenten que la Unió Soviètica va cometre un genocidi a l'Afganistan. Segons ells, fins a 2.000.000 d’afganesos van ser assassinats per les forces soviètiques i els seus aliats. Com a exemples citen l'assassinat massiu de civils que l'exèrcit soviètic va cometre l'estiu de 1980. Per separar els mujahidins de les poblacions locals i eliminar el seu suport, l'exèrcit soviètic va assassinar i va desplaçar civils i va utilitzar tàctiques de terra cremada per evitar el seu retorn, utilitzant paranys, mines i productes químics a tot el país. L'exèrcit soviètic va matar indiscriminadament combatents i no combatents per assegurar la subjugació per part de les poblacions locals. Les províncies de Nangarhar, Ghazni, Lagham, Kunar, Zabol, Qandahar, Badakhshan, Lowgar, Paktia i Paktika van ser testimonis d'extensos programes de despoblament per part de les forces soviètiques.
Les forces soviètiques també van segrestar dones afganeses de tot el país durant les operacions de recerca de mujahidins: el novembre de 1980, presumptament, es van produir diversos incidents d’aquest tipus a diverses parts del país, inclosos Laghman i Kama. Soldats soviètics i agents del KhAD van segrestar dones joves de la ciutat de Kabul i de les zones de Darul Aman i Khair Khana, prop de les guarnicions soviètiques, per violar-les. Les dones violades per soldats soviètics van ser considerades "deshonrades" per les seves famílies en tornar a casa. Els desertors de l'exèrcit soviètic també van confirmar les atrocitats de les tropes soviètiques contra les dones i els nens afganesos el 1984, afirmant que les dones afganeses havien estat violades. La violació de dones afganeses per part de les tropes soviètiques era habitual, fins al punt que l'11,8% dels criminals de guerra soviètics a l'Afganistan van ser condemnats per violació.

### Guerra civil afganesa

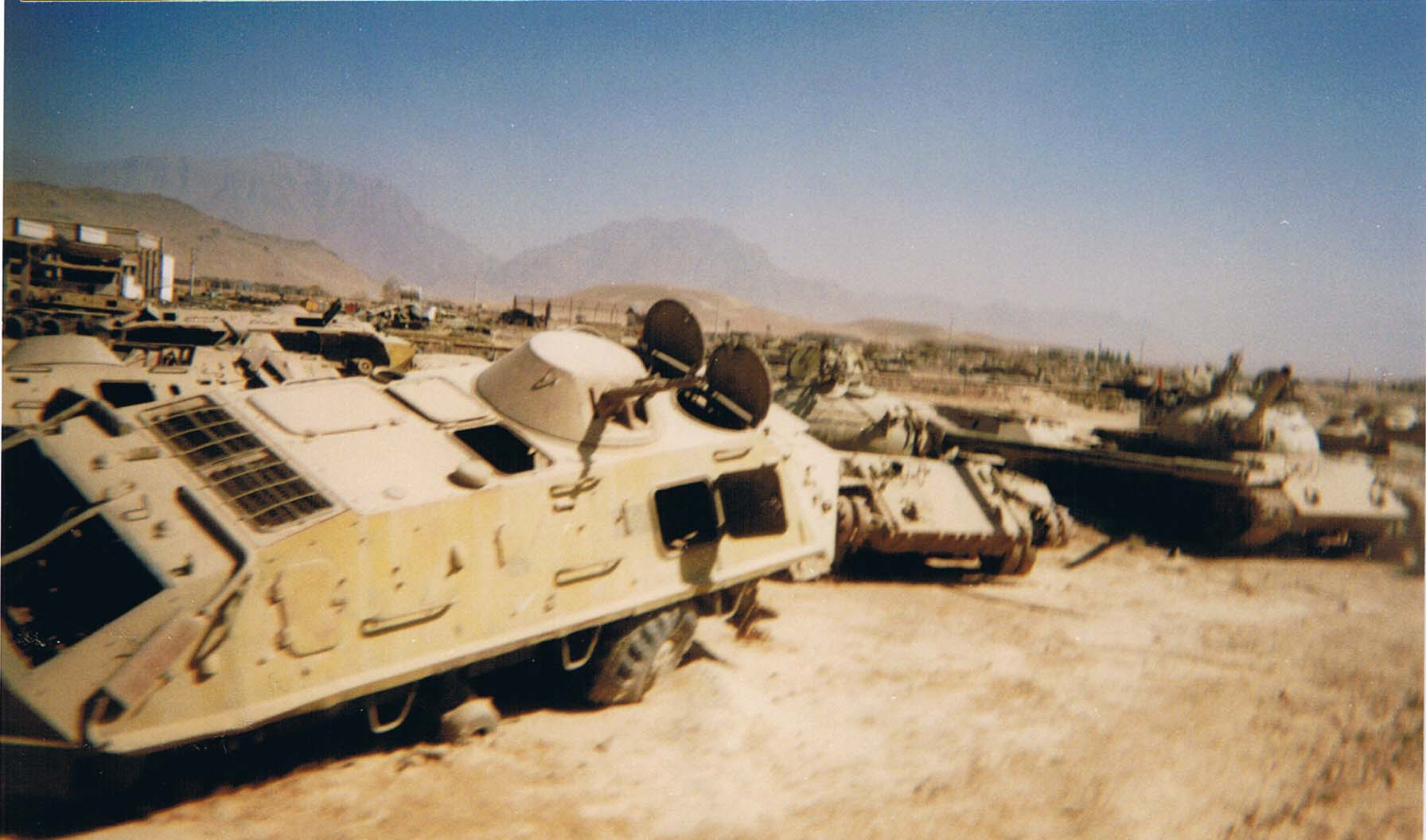
Blindats soviètics destruïts a l'Afganistan

Es creia habitualment que sense el suport de l'Exèrcit Roig el règim del PDPA hauria col·lapsat molt abans a mans dels mujahidins, però inesperadament va aconseguir resistir fins i tot després de la retirada soviètica. D'ençà la retirada, el conflicte va prendre una dimensió de guerra civil, Najibullah va aprofitar al seu favor les divisions mai resoltes de l'oposició, aconseguint guanyar no només neutralitat si no el suport d'alguns líders tribals. Subministrades per l'URSS, les forces armades afganeses van poder infligir una greu derrota a la zona de Jalalabad als mujahidins que es dirigien a Kabul entre març i maig de 1989, deixant la guerra a un punt mort. Fins i tot a finals del 1990 es van obrir a Ginebra negociacions de pau entre la RDA i els principals grups mujahidins.
La dissolució de la Unió Soviètica a finals del 1991 va ser el començament del final de la RDA: amb la seva economia destrossada, l'estat afganès depenia completament de l'ajuda de Moscou, no només per a l'ajut militar, sinó també per al subministrament de cereals i combustibles. El nou govern rus de Boris Yeltsin va decidir trencar els vincles amb Kabul, deixant el país en un immens caos: l'exèrcit afganès va perdre les seves capacitats militars residuals i es va dividir en faccions hostils. A principis de 1992, les columnes de mujahidins marxaven cap a Kabul des de diverses direccions. El 17 d'abril, els uzbeks de Dostum, les milícies paixtus d'Hekmatyar i les milícies tadjiks de Massoud van entrar a Kabul mentre Najibullah trobava refugi a la seu de l'ONU a la capital. El règim del PDPA va ser suprimit de facto i en el seu lloc els líders rebels van proclamar l'Estat Islàmic de l’Afganistan.
Les divisions ètniques i tribals dels mujahidins van esclatar en aquest moment del tot: l'elecció del tadjik Rabbani per dirigir el nou estat va provocar l'hostilitat de la majoria paixtu, grup ètnic dominant políticament durant gran part de la història afganesa. Després de retirar-se de Kabul, les milícies paixtus d'Hekmatyar van declarar la guerra al nou govern i van iniciar una sèrie de cruents bombardejos a la capital. Mentre Rabbani i Massoud continuaven controlant el nord-est del país, la resta de l’Afganistan es va esfondrar i les diferents faccions, senyors de la guerra i líders tribals van començar a governar a tot arreu.